# KNVB Beker 2018/19 (mannen)
De KNVB Beker 2018/19, om sponsorredenen officieel de TOTO KNVB Beker genoemd, was de 101ste editie van het toernooi om de KNVB Beker. De finale werd op zondag 5 mei 2019 gehouden tussen Willem II en Ajax in De Kuip. Feyenoord was titelverdediger, maar werd in de halve finale uitgeschakeld door Ajax. De winnaar van de beker kreeg een ticket voor de derde voorronde van de Europa League.
Ajax won de beker door in de finale met 4-0 te winnen van Willem II. Omdat Ajax tevens landskampioen werd, en zich kwalificeerde voor de Champions League, ging het Europa Leagueticket naar de nummer drie in de competitie, Feyenoord.

## Speeldata
| Ronde                    | Loting            | Speeldata                           |
| ------------------------ | ----------------- | ----------------------------------- |
| Eerste kwalificatieronde | 7 juli 2018       | 18 en 19 augustus 2018              |
| Tweede kwalificatieronde | 7 juli 2018       | 18, 21, 22 en 25 augustus 2018      |
| Eerste ronde             | 25 augustus 2018  | 25, 26 en 27 september 2018         |
| Tweede ronde             | 29 september 2018 | 30 en 31 oktober en 1 november 2018 |
| Achtste finales          | 3 november 2018   | 18, 19 en 20 december 2018          |
| Kwartfinales             | 22 december 2018  | 22, 23 en 24 januari 2019           |
| Halve finales            | 26 januari 2019   | 27 en 28 februari 2019              |
| Finale                   | 26 januari 2019   | 5 mei 2019                          |

## Wedstrijden

### Kwalificatierondes
De loting voor de eerste en tweede kwalificatieronde werd op 7 juli 2018 verricht door Ridgeciano Haps en was live te volgen op de website van de KNVB.

#### Eerste kwalificatieronde
In de eerste kwalificatieronde waren 58 amateurverenigingen gekwalificeerd. Van deze 58 amateurverenigingen werden er 26 vrijgeloot voor deelname aan deze ronde. In totaal strijden er dus 32 amateurverenigingen in een onderling duel op 18 of 19 augustus 2018 om een plek in de tweede kwalificatieronde. De deelnemers waren halvefinalisten uit de districtbekers en teams uit de Derde divisie.
|                            |                                                        |               |      |                                                                                               |
| 18 augustus 2018 14:30 uur | ASWH *                                                 | 5 – 0 (1 – 0) | MASV | Stadion: Sportpark Schildman, Hendrik-Ido-Ambacht Toeschouwers: 450 Scheidsrechter: Roeleveld |
| 18 augustus 2018 14:30 uur | Verhoeve 39' Dieterich 52', 78' Yıldırım 58' Pires 72' |               |      | Stadion: Sportpark Schildman, Hendrik-Ido-Ambacht Toeschouwers: 450 Scheidsrechter: Roeleveld |
| 18 augustus 2018 14:30 uur |                                                        |               |      | Stadion: Sportpark Schildman, Hendrik-Ido-Ambacht Toeschouwers: 450 Scheidsrechter: Roeleveld |
| 18 augustus 2018 14:30 uur |                                                        |               |      | Stadion: Sportpark Schildman, Hendrik-Ido-Ambacht Toeschouwers: 450 Scheidsrechter: Roeleveld |
|                            |                                                        |               |      |                                                                                               |

|                            |                               |               |                              |                                                                                  |
| 18 augustus 2018 14:30 uur | FC 's-Gravenzande *           | 3 – 2 (1 – 0) | H.V. & C.V. Quick            | Stadion: Juliana Sportpark, 's-Gravenzande Toeschouwers: 300 Scheidsrechter: Vos |
| 18 augustus 2018 14:30 uur | Abbas 42' Broch 61' Broos 71' |               | 67' Lonzième 90' Kouwenhoven | Stadion: Juliana Sportpark, 's-Gravenzande Toeschouwers: 300 Scheidsrechter: Vos |
| 18 augustus 2018 14:30 uur |                               |               |                              | Stadion: Juliana Sportpark, 's-Gravenzande Toeschouwers: 300 Scheidsrechter: Vos |
| 18 augustus 2018 14:30 uur |                               |               |                              | Stadion: Juliana Sportpark, 's-Gravenzande Toeschouwers: 300 Scheidsrechter: Vos |
|                            |                               |               |                              |                                                                                  |

|                            |                                      |               |               |                                                                                       |
| 18 augustus 2018 15:00 uur | VV Eemdijk *                         | 3 – 0 (1 – 0) | VC Vlissingen | Stadion: De Vinken, Bunschoten-Spakenburg Toeschouwers: 200 Scheidsrechter: De Winter |
| 18 augustus 2018 15:00 uur | Van den Dikkenberg 45' Bouw 68', 73' |               |               | Stadion: De Vinken, Bunschoten-Spakenburg Toeschouwers: 200 Scheidsrechter: De Winter |
| 18 augustus 2018 15:00 uur |                                      |               |               | Stadion: De Vinken, Bunschoten-Spakenburg Toeschouwers: 200 Scheidsrechter: De Winter |
| 18 augustus 2018 15:00 uur |                                      |               |               | Stadion: De Vinken, Bunschoten-Spakenburg Toeschouwers: 200 Scheidsrechter: De Winter |
|                            |                                      |               |               |                                                                                       |

|                            |                      |               |                           |                                                                                 |
| 18 augustus 2018 17:00 uur | VV Alverna           | 0 – 2 (0 – 1) | ODIN '59 *                | Stadion: Sportpark Het Bospad, Alverna Toeschouwers: 300 Scheidsrechter: Winkel |
| 18 augustus 2018 17:00 uur | Van de Worp 34', 83' |               | 35' Klijbroek 90' Bormann | Stadion: Sportpark Het Bospad, Alverna Toeschouwers: 300 Scheidsrechter: Winkel |
| 18 augustus 2018 17:00 uur |                      |               |                           | Stadion: Sportpark Het Bospad, Alverna Toeschouwers: 300 Scheidsrechter: Winkel |
| 18 augustus 2018 17:00 uur |                      |               |                           | Stadion: Sportpark Het Bospad, Alverna Toeschouwers: 300 Scheidsrechter: Winkel |
|                            |                      |               |                           |                                                                                 |

|                            |                                                                           |               |              |                                                                                  |
| 18 augustus 2018 17:00 uur | EVV *                                                                     | 7 – 0 (1 – 0) | VV Brielle   | Stadion: Sportpark In de Bandert, Echt Toeschouwers: 300 Scheidsrechter: Voncken |
| 18 augustus 2018 17:00 uur | Vankan 34' (pen.), 75' Beelen 53', 56' Rijkers 60' Geenen 84' Džurlić 85' |               | 80' De Borst | Stadion: Sportpark In de Bandert, Echt Toeschouwers: 300 Scheidsrechter: Voncken |
| 18 augustus 2018 17:00 uur |                                                                           |               |              | Stadion: Sportpark In de Bandert, Echt Toeschouwers: 300 Scheidsrechter: Voncken |
| 18 augustus 2018 17:00 uur |                                                                           |               |              | Stadion: Sportpark In de Bandert, Echt Toeschouwers: 300 Scheidsrechter: Voncken |
|                            |                                                                           |               |              |                                                                                  |

|                            |         |                                                 |                |                                                                              |
| 18 augustus 2018 17:00 uur | VV GOES | 0 – 4 (0 – 2)                                   | VV Staphorst * | Stadion: Sportpark Het Schenge, Goes Toeschouwers: 300 Scheidsrechter: Prooi |
| 18 augustus 2018 17:00 uur |         | 30', 59' Ter Avest 32' Luchtenberg 90' De Jonge |                | Stadion: Sportpark Het Schenge, Goes Toeschouwers: 300 Scheidsrechter: Prooi |
| 18 augustus 2018 17:00 uur |         |                                                 |                | Stadion: Sportpark Het Schenge, Goes Toeschouwers: 300 Scheidsrechter: Prooi |
| 18 augustus 2018 17:00 uur |         |                                                 |                | Stadion: Sportpark Het Schenge, Goes Toeschouwers: 300 Scheidsrechter: Prooi |
|                            |         |                                                 |                |                                                                              |

|                            |                                 |               |             |                                                                   |
| 18 augustus 2018 17:00 uur | Harkemase Boys *                | 2 – 1 (1 – 0) | ASV De Dijk | Stadion: De Bosk, Harkema Toeschouwers: 400 Scheidsrechter: Dröge |
| 18 augustus 2018 17:00 uur | Stelpstra 31' Renken 81' (pen.) |               | 60' Köylü   | Stadion: De Bosk, Harkema Toeschouwers: 400 Scheidsrechter: Dröge |
| 18 augustus 2018 17:00 uur |                                 |               |             | Stadion: De Bosk, Harkema Toeschouwers: 400 Scheidsrechter: Dröge |
| 18 augustus 2018 17:00 uur |                                 |               |             | Stadion: De Bosk, Harkema Toeschouwers: 400 Scheidsrechter: Dröge |
|                            |                                 |               |             |                                                                   |

|                            |                                |               |         |                                                                           |
| 18 augustus 2018 17:00 uur | HSV Hoek *                     | 3 – 0 (1 – 0) | ADO '20 | Stadion: Sportpark Denoek, Hoek Toeschouwers: 750 Scheidsrechter: De Cock |
| 18 augustus 2018 17:00 uur | Impens 44', 77' Constansia 50' |               |         | Stadion: Sportpark Denoek, Hoek Toeschouwers: 750 Scheidsrechter: De Cock |
| 18 augustus 2018 17:00 uur |                                |               |         | Stadion: Sportpark Denoek, Hoek Toeschouwers: 750 Scheidsrechter: De Cock |
| 18 augustus 2018 17:00 uur |                                |               |         | Stadion: Sportpark Denoek, Hoek Toeschouwers: 750 Scheidsrechter: De Cock |
|                            |                                |               |         |                                                                           |

|                            |                       |                           |                                                       |                                                                              |
| 18 augustus 2018 17:00 uur | SV OSS '20            | 2 – 4 (2 – 2, 2 – 2) n.v. | vv Noordwijk *                                        | Stadion: Sportpark de Rusheuvel, Oss Toeschouwers: 250 Scheidsrechter: Cairo |
| 18 augustus 2018 17:00 uur | Van Sonsbeek 15', 27' |                           | 24' James 25' Westdijk 94' Reynaars 108' Van Staveren | Stadion: Sportpark de Rusheuvel, Oss Toeschouwers: 250 Scheidsrechter: Cairo |
| 18 augustus 2018 17:00 uur |                       |                           |                                                       | Stadion: Sportpark de Rusheuvel, Oss Toeschouwers: 250 Scheidsrechter: Cairo |
| 18 augustus 2018 17:00 uur |                       |                           |                                                       | Stadion: Sportpark de Rusheuvel, Oss Toeschouwers: 250 Scheidsrechter: Cairo |
|                            |                       |                           |                                                       |                                                                              |

|                            |                                            |               |                                                      |                                                                                         |
| 18 augustus 2018 17:00 uur | Quick '20                                  | 2 – 6 (0 – 2) | DVS '33 Ermelo *                                     | Stadion: Sportpark Vondersweijde, Oldenzaal Toeschouwers: 200 Scheidsrechter: Ter Brake |
| 18 augustus 2018 17:00 uur | Kemna 48' (pen.) Van Breemen-Schneider 87' |               | 11' Pilon 33', 56' Roemeon 68' Powel 76', 80' Öztürk | Stadion: Sportpark Vondersweijde, Oldenzaal Toeschouwers: 200 Scheidsrechter: Ter Brake |
| 18 augustus 2018 17:00 uur |                                            |               |                                                      | Stadion: Sportpark Vondersweijde, Oldenzaal Toeschouwers: 200 Scheidsrechter: Ter Brake |
| 18 augustus 2018 17:00 uur |                                            |               |                                                      | Stadion: Sportpark Vondersweijde, Oldenzaal Toeschouwers: 200 Scheidsrechter: Ter Brake |
|                            |                                            |               |                                                      |                                                                                         |

|                            |               |               |                                |                                                         |
| 18 augustus 2018 17:00 uur | Sportlust '46 | 1 – 4 (1 – 1) | HBS *                          | Stadion: Sportpark Cromwijck, Woerden Toeschouwers: 300 |
| 18 augustus 2018 17:00 uur | Da Veiga 33'  |               | 45', 83', 89' Six 78' Van Pelt | Stadion: Sportpark Cromwijck, Woerden Toeschouwers: 300 |
| 18 augustus 2018 17:00 uur |               |               |                                | Stadion: Sportpark Cromwijck, Woerden Toeschouwers: 300 |
| 18 augustus 2018 17:00 uur |               |               |                                | Stadion: Sportpark Cromwijck, Woerden Toeschouwers: 300 |
|                            |               |               |                                |                                                         |

|                            |              |               |              |                                                                               |
| 18 augustus 2018 17:00 uur | SteDoCo *    | 1 – 0 (0 – 0) | RKSV Cluzona | Stadion: Sportpark SteDoCo, Hoornaar Toeschouwers: 300 Scheidsrechter: Timmer |
| 18 augustus 2018 17:00 uur | Schröder 61' |               |              | Stadion: Sportpark SteDoCo, Hoornaar Toeschouwers: 300 Scheidsrechter: Timmer |
| 18 augustus 2018 17:00 uur |              |               |              | Stadion: Sportpark SteDoCo, Hoornaar Toeschouwers: 300 Scheidsrechter: Timmer |
| 18 augustus 2018 17:00 uur |              |               |              | Stadion: Sportpark SteDoCo, Hoornaar Toeschouwers: 300 Scheidsrechter: Timmer |
|                            |              |               |              |                                                                               |

|                            |                                                 |                                      |                                                                      |                                                                            |
| 18 augustus 2018 17:00 uur | SV Urk *                                        | 2 – 2 (2 – 2, 1 – 0) n.v. 5 – 4 pen. | SDO                                                                  | Stadion: Sportpark de Vormt, Urk Toeschouwers: 350 Scheidsrechter: Schaper |
| 18 augustus 2018 17:00 uur | Kramer 13' Brands 120' (pen.)                   |                                      | 52' Heerschop 110' (pen.) Van Huisstede 98', 120' Desley Groenewegen | Stadion: Sportpark de Vormt, Urk Toeschouwers: 350 Scheidsrechter: Schaper |
| 18 augustus 2018 17:00 uur | Strafschoppen                                   |                                      |                                                                      | Stadion: Sportpark de Vormt, Urk Toeschouwers: 350 Scheidsrechter: Schaper |
| 18 augustus 2018 17:00 uur | R.J. Brands M. Snoek H. Snoek Romkes W. de Boer |                                      | Van Huisstede Hemmers Fokker Dailey Groenewegen Snijders             | Stadion: Sportpark de Vormt, Urk Toeschouwers: 350 Scheidsrechter: Schaper |
|                            |                                                 |                                      |                                                                      |                                                                            |

|                            |                                     |                                      |                                              |                                                                                       |
| 18 augustus 2018 17:00 uur | ZVV Zaanlandia                      | 1 – 1 (1 – 1, 0 – 1) n.v. 4 – 5 pen. | Achilles '29 *                               | Stadion: Sportpark Oostzijderveld, Zaandam Toeschouwers: 110 Scheidsrechter: Annegarn |
| 18 augustus 2018 17:00 uur | Bulduk 90' Savastano 104', 113'     |                                      | 45' (pen.) Loning                            | Stadion: Sportpark Oostzijderveld, Zaandam Toeschouwers: 110 Scheidsrechter: Annegarn |
| 18 augustus 2018 17:00 uur | Strafschoppen                       |                                      |                                              | Stadion: Sportpark Oostzijderveld, Zaandam Toeschouwers: 110 Scheidsrechter: Annegarn |
| 18 augustus 2018 17:00 uur | Bulduk Rijser De Graaf Filippo Bakr |                                      | Loning Van Dongen Izijk Parsisius Haggi Moni | Stadion: Sportpark Oostzijderveld, Zaandam Toeschouwers: 110 Scheidsrechter: Annegarn |
|                            |                                     |                                      |                                              |                                                                                       |

|                            |                     |                    |                           |                                                                                   |
| 19 augustus 2018 14:00 uur | JOS Watergraafsmeer | 1 – 2 (0 – 0) n.v. | RKVV Westlandia *         | Stadion: Sportpark Drieburg, Amsterdam Toeschouwers: 200 Scheidsrechter: De Vries |
| 19 augustus 2018 14:00 uur | Abbring 100'        |                    | 93' Vissers 98' El Mhamdi | Stadion: Sportpark Drieburg, Amsterdam Toeschouwers: 200 Scheidsrechter: De Vries |
| 19 augustus 2018 14:00 uur |                     |                    |                           | Stadion: Sportpark Drieburg, Amsterdam Toeschouwers: 200 Scheidsrechter: De Vries |
| 19 augustus 2018 14:00 uur |                     |                    |                           | Stadion: Sportpark Drieburg, Amsterdam Toeschouwers: 200 Scheidsrechter: De Vries |
|                            |                     |                    |                           |                                                                                   |

|                            |                 |               |                                        |                                                                             |
| 19 augustus 2018 14:30 uur | RKSV Bekkerveld | 2 – 4 (2 – 1) | USV Hercules *                         | Stadion: Sportpark Aarveld, Heerlen Toeschouwers: 200 Scheidsrechter: Vries |
| 19 augustus 2018 14:30 uur | Dowson 22', 33' |               | 40', 61', 63' Fonville 64' Van Rooijen | Stadion: Sportpark Aarveld, Heerlen Toeschouwers: 200 Scheidsrechter: Vries |
| 19 augustus 2018 14:30 uur |                 |               |                                        | Stadion: Sportpark Aarveld, Heerlen Toeschouwers: 200 Scheidsrechter: Vries |
| 19 augustus 2018 14:30 uur |                 |               |                                        | Stadion: Sportpark Aarveld, Heerlen Toeschouwers: 200 Scheidsrechter: Vries |
|                            |                 |               |                                        |                                                                             |

#### Tweede kwalificatieronde
In de tweede kwalificatieronde kwamen 54 amateurverenigingen in actie, de deelnemers waren de 16 winnaars van de eerste kwalificatieronde, 26 vrijgelote deelnemers van de eerste voorronde en twaalf verenigingen uit de Tweede divisie. De wedstrijden werden op 18, 21, 22 en 25 augustus 2018 gespeeld.
|                            |                                            |                           |                 |                                                                                     |
| 18 augustus 2018 14:30 uur | SV DFS *                                   | 2 – 1 (1 – 1, 0 – 1) n.v. | BVV Barendrecht | Stadion: Sportpark 't Heerenland, Opheusden Toeschouwers: 315 Scheidsrechter: Thijs |
| 18 augustus 2018 14:30 uur | Bokila 90' Scheffer 105' Harlaux 78', 120' |                           | 46' Mourits     | Stadion: Sportpark 't Heerenland, Opheusden Toeschouwers: 315 Scheidsrechter: Thijs |
| 18 augustus 2018 14:30 uur |                                            |                           |                 | Stadion: Sportpark 't Heerenland, Opheusden Toeschouwers: 315 Scheidsrechter: Thijs |
| 18 augustus 2018 14:30 uur |                                            |                           |                 | Stadion: Sportpark 't Heerenland, Opheusden Toeschouwers: 315 Scheidsrechter: Thijs |
|                            |                                            |                           |                 |                                                                                     |

|                            |                                                       |               |                   |                                                                                   |
| 18 augustus 2018 14:30 uur | VV DOVO *                                             | 3 – 0 (1 – 0) | K.v.v. Quick Boys | Stadion: Sportpark Panhuis, Veenendaal Toeschouwers: 400 Scheidsrechter: Hensgens |
| 18 augustus 2018 14:30 uur | Amerzgiou 43', 88' E. Patrick 20', 52' Van Zeelst 55' |               |                   | Stadion: Sportpark Panhuis, Veenendaal Toeschouwers: 400 Scheidsrechter: Hensgens |
| 18 augustus 2018 14:30 uur |                                                       |               |                   | Stadion: Sportpark Panhuis, Veenendaal Toeschouwers: 400 Scheidsrechter: Hensgens |
| 18 augustus 2018 14:30 uur |                                                       |               |                   | Stadion: Sportpark Panhuis, Veenendaal Toeschouwers: 400 Scheidsrechter: Hensgens |
|                            |                                                       |               |                   |                                                                                   |

|                            |         |                         |                    |                                                                                |
| 18 augustus 2018 14:30 uur | DZC '68 | 0 – 2 (0 – 0)           | SVV Scheveningen * | Stadion: Sportpark Zuid, Doetinchem Toeschouwers: 150 Scheidsrechter: Rozendal |
| 18 augustus 2018 14:30 uur |         | 68' Peters 88' Robinson |                    | Stadion: Sportpark Zuid, Doetinchem Toeschouwers: 150 Scheidsrechter: Rozendal |
| 18 augustus 2018 14:30 uur |         |                         |                    | Stadion: Sportpark Zuid, Doetinchem Toeschouwers: 150 Scheidsrechter: Rozendal |
| 18 augustus 2018 14:30 uur |         |                         |                    | Stadion: Sportpark Zuid, Doetinchem Toeschouwers: 150 Scheidsrechter: Rozendal |
|                            |         |                         |                    |                                                                                |

|                            |                              |               |                    |                                                                                    |
| 18 augustus 2018 14:30 uur | Rijnsburgse Boys *           | 3 – 1 (1 – 1) | Ajax (amateurs)    | Stadion: Sportpark Middelmors, Rijnsburg Toeschouwers: 800 Scheidsrechter: Gansner |
| 18 augustus 2018 14:30 uur | Tillema 1', 85' Hudepohl 56' |               | 29' (e.d.) Spruijt | Stadion: Sportpark Middelmors, Rijnsburg Toeschouwers: 800 Scheidsrechter: Gansner |
| 18 augustus 2018 14:30 uur |                              |               |                    | Stadion: Sportpark Middelmors, Rijnsburg Toeschouwers: 800 Scheidsrechter: Gansner |
| 18 augustus 2018 14:30 uur |                              |               |                    | Stadion: Sportpark Middelmors, Rijnsburg Toeschouwers: 800 Scheidsrechter: Gansner |
|                            |                              |               |                    |                                                                                    |

|                            |                                      |               |                  |                                                                                     |
| 18 augustus 2018 16:00 uur | SV Spakenburg *                      | 4 – 1 (2 – 0) | RKSV Wittenhorst | Stadion: Sportpark De Westmaat, Spakenburg Toeschouwers: 1.500 Scheidsrechter: Smit |
| 18 augustus 2018 16:00 uur | Waalkens 33', 39', 55' Oostinjen 60' |               | 84' (pen.) Derks | Stadion: Sportpark De Westmaat, Spakenburg Toeschouwers: 1.500 Scheidsrechter: Smit |
| 18 augustus 2018 16:00 uur |                                      |               |                  | Stadion: Sportpark De Westmaat, Spakenburg Toeschouwers: 1.500 Scheidsrechter: Smit |
| 18 augustus 2018 16:00 uur |                                      |               |                  | Stadion: Sportpark De Westmaat, Spakenburg Toeschouwers: 1.500 Scheidsrechter: Smit |
|                            |                                      |               |                  |                                                                                     |

|                            |                                                   |               |                                             | |
| 18 augustus 2018 18:00 uur | JVC Cuijk                                         | 2 – 3 (1 – 1) | Koninklijke HFC *                           | Stadion: Sportpark De Groenendijkse Kampen, Cuijk Toeschouwers: 500 Scheidsrechter: Van de Ketterij |
| 18 augustus 2018 18:00 uur | Van Schoonhoven 27' (pen.), 90' (pen.) Peters 39' |               | 21', 90' Tadmine 74' Mounji 80', 82' Mounji | Stadion: Sportpark De Groenendijkse Kampen, Cuijk Toeschouwers: 500 Scheidsrechter: Van de Ketterij |
| 18 augustus 2018 18:00 uur |                                                   |               |                                             | Stadion: Sportpark De Groenendijkse Kampen, Cuijk Toeschouwers: 500 Scheidsrechter: Van de Ketterij |
| 18 augustus 2018 18:00 uur |                                                   |               |                                             | Stadion: Sportpark De Groenendijkse Kampen, Cuijk Toeschouwers: 500 Scheidsrechter: Van de Ketterij |
|                            |                                                   |               |                                             | |

|                            |                   |               |      |                                                                             |
| 21 augustus 2018 20:00 uur | MVV Alcides *     | 2 – 0 (0 – 0) | VVOG | Stadion: Sportpark Ezinge, Meppel Toeschouwers: 300 Scheidsrechter: Wiersma |
| 21 augustus 2018 20:00 uur | F. Fokke 78', 87' |               |      | Stadion: Sportpark Ezinge, Meppel Toeschouwers: 300 Scheidsrechter: Wiersma |
| 21 augustus 2018 20:00 uur |                   |               |      | Stadion: Sportpark Ezinge, Meppel Toeschouwers: 300 Scheidsrechter: Wiersma |
| 21 augustus 2018 20:00 uur |                   |               |      | Stadion: Sportpark Ezinge, Meppel Toeschouwers: 300 Scheidsrechter: Wiersma |
|                            |                   |               |      |                                                                             |

|                            |                   |               |                            |                                                                                             |
| 21 augustus 2018 20:00 uur | FC 's-Gravenzande | 1 – 2 (0 – 2) | Excelsior Maassluis *      | Stadion: Juliana Sportpark, 's-Gravenzande Toeschouwers: 400 Scheidsrechter: De Brito Roque |
| 21 augustus 2018 20:00 uur | Westhoff 88'      |               | 14' Van der Ende 33' Sylla | Stadion: Juliana Sportpark, 's-Gravenzande Toeschouwers: 400 Scheidsrechter: De Brito Roque |
| 21 augustus 2018 20:00 uur |                   |               |                            | Stadion: Juliana Sportpark, 's-Gravenzande Toeschouwers: 400 Scheidsrechter: De Brito Roque |
| 21 augustus 2018 20:00 uur |                   |               |                            | Stadion: Juliana Sportpark, 's-Gravenzande Toeschouwers: 400 Scheidsrechter: De Brito Roque |
|                            |                   |               |                            |                                                                                             |

|                            |      |                                |          |                                                                                   |
| 21 augustus 2018 20:00 uur | GVVV | 0 – 3 (0 – 2)                  | SV TEC * | Stadion: Sportpark Panhuis, Veenendaal Toeschouwers: 700 Scheidsrechter: Rozendal |
| 21 augustus 2018 20:00 uur |      | 35', 76' Koç 39' (e.d.) Mulder |          | Stadion: Sportpark Panhuis, Veenendaal Toeschouwers: 700 Scheidsrechter: Rozendal |
| 21 augustus 2018 20:00 uur |      |                                |          | Stadion: Sportpark Panhuis, Veenendaal Toeschouwers: 700 Scheidsrechter: Rozendal |
| 21 augustus 2018 20:00 uur |      |                                |          | Stadion: Sportpark Panhuis, Veenendaal Toeschouwers: 700 Scheidsrechter: Rozendal |
|                            |      |                                |          |                                                                                   |

|                            |                          |                           |                                  |                                                                                        |
| 21 augustus 2018 20:00 uur | V.V. IJsselmeervogels    | 2 – 3 (2 – 2, 2 – 0) n.v. | vv Noordwijk *                   | Stadion: Sportpark De Westmaat, Spakenburg Toeschouwers: 1.000 Scheidsrechter: Gansner |
| 21 augustus 2018 20:00 uur | Olijfveld 3' Markiet 44' |                           | 68' Wendt 88', 108' Van Staveren | Stadion: Sportpark De Westmaat, Spakenburg Toeschouwers: 1.000 Scheidsrechter: Gansner |
| 21 augustus 2018 20:00 uur |                          |                           |                                  | Stadion: Sportpark De Westmaat, Spakenburg Toeschouwers: 1.000 Scheidsrechter: Gansner |
| 21 augustus 2018 20:00 uur |                          |                           |                                  | Stadion: Sportpark De Westmaat, Spakenburg Toeschouwers: 1.000 Scheidsrechter: Gansner |
|                            |                          |                           |                                  |                                                                                        |

|                            |              |                                                       |        |                                                                              |
| 22 augustus 2018 18:00 uur | USV Hercules | 0 – 4 (0 – 1)                                         | ASWH * | Stadion: Sportpark Voordorp, Utrecht Toeschouwers: 350 Scheidsrechter: Thijs |
| 22 augustus 2018 18:00 uur |              | 23' El Amrani 49', 80' (pen.) Pires 56' Van den Bosch |        | Stadion: Sportpark Voordorp, Utrecht Toeschouwers: 350 Scheidsrechter: Thijs |
| 22 augustus 2018 18:00 uur |              |                                                       |        | Stadion: Sportpark Voordorp, Utrecht Toeschouwers: 350 Scheidsrechter: Thijs |
| 22 augustus 2018 18:00 uur |              |                                                       |        | Stadion: Sportpark Voordorp, Utrecht Toeschouwers: 350 Scheidsrechter: Thijs |
|                            |              |                                                       |        |                                                                              |

|                            |              |               |                                                                  |                                                                                   |
| 22 augustus 2018 20:00 uur | Achilles '29 | 1 – 6 (0 – 5) | Harkemase Boys *                                                 | Stadion: Sportpark De Heikant, Groesbeek Toeschouwers: 100 Scheidsrechter: Timmer |
| 22 augustus 2018 20:00 uur | Yaldız 83'   |               | 3' Beimers 28' Huizing 36' Stelpstra 42' Bouius 45', 53' Veldman | Stadion: Sportpark De Heikant, Groesbeek Toeschouwers: 100 Scheidsrechter: Timmer |
| 22 augustus 2018 20:00 uur |              |               |                                                                  | Stadion: Sportpark De Heikant, Groesbeek Toeschouwers: 100 Scheidsrechter: Timmer |
| 22 augustus 2018 20:00 uur |              |               |                                                                  | Stadion: Sportpark De Heikant, Groesbeek Toeschouwers: 100 Scheidsrechter: Timmer |
|                            |              |               |                                                                  |                                                                                   |

|                            |                |               |          |                                                                                           |
| 22 augustus 2018 20:00 uur | Blauw Geel '38 | 0 – 1 (0 – 0) | SV Urk * | Stadion: Prins Willem Alexander Sportpark, Veghel Toeschouwers: 300 Scheidsrechter: Raven |
| 22 augustus 2018 20:00 uur |                | 74' Tol       |          | Stadion: Prins Willem Alexander Sportpark, Veghel Toeschouwers: 300 Scheidsrechter: Raven |
| 22 augustus 2018 20:00 uur |                |               |          | Stadion: Prins Willem Alexander Sportpark, Veghel Toeschouwers: 300 Scheidsrechter: Raven |
| 22 augustus 2018 20:00 uur |                |               |          | Stadion: Prins Willem Alexander Sportpark, Veghel Toeschouwers: 300 Scheidsrechter: Raven |
|                            |                |               |          |                                                                                           |

|                            |                              |                           |                             |                                                                              |
| 22 augustus 2018 20:00 uur | De Treffers                  | 1 – 2 (1 – 1, 1 – 0) n.v. | DVS '33 Ermelo *            | Stadion: Sportpark Zuid, Groesbeek Toeschouwers: 500 Scheidsrechter: Voncken |
| 22 augustus 2018 20:00 uur | Ars 41' Balkestein 96', 114' |                           | 90' J. de Ruiter 101' Powel | Stadion: Sportpark Zuid, Groesbeek Toeschouwers: 500 Scheidsrechter: Voncken |
| 22 augustus 2018 20:00 uur |                              |                           |                             | Stadion: Sportpark Zuid, Groesbeek Toeschouwers: 500 Scheidsrechter: Voncken |
| 22 augustus 2018 20:00 uur |                              |                           |                             | Stadion: Sportpark Zuid, Groesbeek Toeschouwers: 500 Scheidsrechter: Voncken |
|                            |                              |                           |                             |                                                                              |

|                            |                                           |                                      |                                              |                                                                               |
| 22 augustus 2018 20:00 uur | VV Gemert *                               | 1 – 1 (1 – 1, 0 – 0) n.v. 3 – 2 pen. | HSV Hoek                                     | Stadion: Sportpark Molenbroek, Gemert Toeschouwers: 600 Scheidsrechter: Cairo |
| 22 augustus 2018 20:00 uur | Van Brussel 89'                           |                                      | 57' Van den Bergh 72' Wilson                 | Stadion: Sportpark Molenbroek, Gemert Toeschouwers: 600 Scheidsrechter: Cairo |
| 22 augustus 2018 20:00 uur | Strafschoppen                             |                                      |                                              | Stadion: Sportpark Molenbroek, Gemert Toeschouwers: 600 Scheidsrechter: Cairo |
| 22 augustus 2018 20:00 uur | Den Dekker Van den Broek Fonken Vereijken |                                      | Vandepitte Van Leiden Doesburg Klap Tiebosch | Stadion: Sportpark Molenbroek, Gemert Toeschouwers: 600 Scheidsrechter: Cairo |
|                            |                                           |                                      |                                              |                                                                               |

|                            |                      |               |                                                   |                                                                               |
| 22 augustus 2018 20:00 uur | HBS                  | 2 – 3 (1 – 1) | ONS Sneek *                                       | Stadion: Daal en Bergselaan, Den Haag Toeschouwers: 350 Scheidsrechter: Vries |
| 22 augustus 2018 20:00 uur | De Groot 26' Six 90' |               | 40' Kuipers 50' (e.d.) Koffema 65' (pen.) Lanting | Stadion: Daal en Bergselaan, Den Haag Toeschouwers: 350 Scheidsrechter: Vries |
| 22 augustus 2018 20:00 uur |                      |               |                                                   | Stadion: Daal en Bergselaan, Den Haag Toeschouwers: 350 Scheidsrechter: Vries |
| 22 augustus 2018 20:00 uur |                      |               |                                                   | Stadion: Daal en Bergselaan, Den Haag Toeschouwers: 350 Scheidsrechter: Vries |
|                            |                      |               |                                                   |                                                                               |

|                            |                |                                          |       |                                                                           |
| 22 augustus 2018 20:00 uur | HHC Hardenberg | 0 – 3 (0 – 2)                            | OFC * | Stadion: De Boshoek, Hardenberg Toeschouwers: 500 Scheidsrechter: Schaper |
| 22 augustus 2018 20:00 uur |                | 25' Brantjes 45' Kharchouch 78' Reclaoui |       | Stadion: De Boshoek, Hardenberg Toeschouwers: 500 Scheidsrechter: Schaper |
| 22 augustus 2018 20:00 uur |                |                                          |       | Stadion: De Boshoek, Hardenberg Toeschouwers: 500 Scheidsrechter: Schaper |
| 22 augustus 2018 20:00 uur |                |                                          |       | Stadion: De Boshoek, Hardenberg Toeschouwers: 500 Scheidsrechter: Schaper |
|                            |                |                                          |       |                                                                           |

|                            |                     |               |           |                                                                                    |
| 22 augustus 2018 20:00 uur | ODIN '59 *          | 1 – 0 (1 – 0) | VV Dongen | Stadion: Sportpark Assumburg, Heemskerk Toeschouwers: 200 Scheidsrechter: Hensgens |
| 22 augustus 2018 20:00 uur | De Vries 14' (pen.) |               |           | Stadion: Sportpark Assumburg, Heemskerk Toeschouwers: 200 Scheidsrechter: Hensgens |
| 22 augustus 2018 20:00 uur |                     |               |           | Stadion: Sportpark Assumburg, Heemskerk Toeschouwers: 200 Scheidsrechter: Hensgens |
| 22 augustus 2018 20:00 uur |                     |               |           | Stadion: Sportpark Assumburg, Heemskerk Toeschouwers: 200 Scheidsrechter: Hensgens |
|                            |                     |               |           |                                                                                    |

|                            |                                                         |                           |            |                                                                                            |
| 22 augustus 2018 20:00 uur | OJC Rosmalen *                                          | 4 – 1 (1 – 1, 1 – 0) n.v. | Flevo Boys | Stadion: Sportpark De Groote Wielen, Rosmalen Toeschouwers: 250 Scheidsrechter: Bronsvoort |
| 22 augustus 2018 20:00 uur | Wijkmans 12' Meeuwsen 101' Dibbets 114' Van Kempen 120' |                           | 60' Post   | Stadion: Sportpark De Groote Wielen, Rosmalen Toeschouwers: 250 Scheidsrechter: Bronsvoort |
| 22 augustus 2018 20:00 uur |                                                         |                           |            | Stadion: Sportpark De Groote Wielen, Rosmalen Toeschouwers: 250 Scheidsrechter: Bronsvoort |
| 22 augustus 2018 20:00 uur |                                                         |                           |            | Stadion: Sportpark De Groote Wielen, Rosmalen Toeschouwers: 250 Scheidsrechter: Bronsvoort |
|                            |                                                         |                           |            |                                                                                            |

|                            |                       |            |     |                                                                         |
| 22 augustus 2018 20:00 uur | RKAV Volendam *       | 1 – 0 n.v. | EVV | Stadion: Julianaweg, Volendam Toeschouwers: 300 Scheidsrechter: De Cock |
| 22 augustus 2018 20:00 uur | Zwarthoed 120' (pen.) |            |     | Stadion: Julianaweg, Volendam Toeschouwers: 300 Scheidsrechter: De Cock |
| 22 augustus 2018 20:00 uur |                       |            |     | Stadion: Julianaweg, Volendam Toeschouwers: 300 Scheidsrechter: De Cock |
| 22 augustus 2018 20:00 uur |                       |            |     | Stadion: Julianaweg, Volendam Toeschouwers: 300 Scheidsrechter: De Cock |
|                            |                       |            |     |                                                                         |

|                            |                        |               |            |                                                                                          |
| 22 augustus 2018 20:00 uur | RKSV Groene Ster *     | 2 – 1 (0 – 1) | FC Lienden | Stadion: Sportpark Pronsebroek, Heerlerheide Toeschouwers: 500 Scheidsrechter: Tunnissen |
| 22 augustus 2018 20:00 uur | Hellemons 53' Eind 64' |               | 43' Hak    | Stadion: Sportpark Pronsebroek, Heerlerheide Toeschouwers: 500 Scheidsrechter: Tunnissen |
| 22 augustus 2018 20:00 uur |                        |               |            | Stadion: Sportpark Pronsebroek, Heerlerheide Toeschouwers: 500 Scheidsrechter: Tunnissen |
| 22 augustus 2018 20:00 uur |                        |               |            | Stadion: Sportpark Pronsebroek, Heerlerheide Toeschouwers: 500 Scheidsrechter: Tunnissen |
|                            |                        |               |            |                                                                                          |

|                            |                      |               |                        | |
| 22 augustus 2018 20:00 uur | VV SJC               | 0 – 2 (0 – 1) | FC Lisse *             | Stadion: Sportpark Duinwetering (terrein vv Noordwijk), Noordwijk Toeschouwers: 400 Scheidsrechter: Vos |
| 22 augustus 2018 20:00 uur | Broekhuizen 15', 90' |               | 33' Oehlers 89' Adouch | Stadion: Sportpark Duinwetering (terrein vv Noordwijk), Noordwijk Toeschouwers: 400 Scheidsrechter: Vos |
| 22 augustus 2018 20:00 uur |                      |               |                        | Stadion: Sportpark Duinwetering (terrein vv Noordwijk), Noordwijk Toeschouwers: 400 Scheidsrechter: Vos |
| 22 augustus 2018 20:00 uur |                      |               |                        | Stadion: Sportpark Duinwetering (terrein vv Noordwijk), Noordwijk Toeschouwers: 400 Scheidsrechter: Vos |
|                            |                      |               |                        | |

|                            |                              |                           |                 |                                                                              |
| 22 augustus 2018 20:00 uur | VV Staphorst *               | 2 – 1 (1 – 1, 0 – 0) n.v. | HSC '21         | Stadion: Het Noorderslag, Staphorst Toeschouwers: 500 Scheidsrechter: Winkel |
| 22 augustus 2018 20:00 uur | Veldmate 78' (pen.) Kin 112' |                           | 60' T. ter Hogt | Stadion: Het Noorderslag, Staphorst Toeschouwers: 500 Scheidsrechter: Winkel |
| 22 augustus 2018 20:00 uur |                              |                           |                 | Stadion: Het Noorderslag, Staphorst Toeschouwers: 500 Scheidsrechter: Winkel |
| 22 augustus 2018 20:00 uur |                              |                           |                 | Stadion: Het Noorderslag, Staphorst Toeschouwers: 500 Scheidsrechter: Winkel |
|                            |                              |                           |                 |                                                                              |

|                            |                         |               |                                         |                                                                                |
| 22 augustus 2018 20:00 uur | VV UNA                  | 2 – 4 (1 – 1) | VV Eemdijk *                            | Stadion: Sportpark Zeelst, Zeelst Toeschouwers: 350 Scheidsrechter: Aafouallah |
| 22 augustus 2018 20:00 uur | Boogers 5' Sebregts 65' |               | 35' Morrison 86' De Graaf 89', 90' Bouw | Stadion: Sportpark Zeelst, Zeelst Toeschouwers: 350 Scheidsrechter: Aafouallah |
| 22 augustus 2018 20:00 uur |                         |               |                                         | Stadion: Sportpark Zeelst, Zeelst Toeschouwers: 350 Scheidsrechter: Aafouallah |
| 22 augustus 2018 20:00 uur |                         |               |                                         | Stadion: Sportpark Zeelst, Zeelst Toeschouwers: 350 Scheidsrechter: Aafouallah |
|                            |                         |               |                                         |                                                                                |

|                            |                 |               |                                                                               |                                                                                       |
| 22 augustus 2018 20:00 uur | VV Uno Animo    | 1 – 6 (1 – 3) | VVSB *                                                                        | Stadion: Sportpark De Klokkenberg, Loon op Zand Toeschouwers: 600 Scheidsrechter: Ris |
| 22 augustus 2018 20:00 uur | Van der Loo 25' |               | 8' De Rijk 20' Batist 44' (e.d.) Van Son 71' Bekooij 85' Dijkstra 88' Felicia | Stadion: Sportpark De Klokkenberg, Loon op Zand Toeschouwers: 600 Scheidsrechter: Ris |
| 22 augustus 2018 20:00 uur |                 |               |                                                                               | Stadion: Sportpark De Klokkenberg, Loon op Zand Toeschouwers: 600 Scheidsrechter: Ris |
| 22 augustus 2018 20:00 uur |                 |               |                                                                               | Stadion: Sportpark De Klokkenberg, Loon op Zand Toeschouwers: 600 Scheidsrechter: Ris |
|                            |                 |               |                                                                               |                                                                                       |

|                            |                   |               |                       |                                                                                       |
| 22 augustus 2018 20:00 uur | RKVV Westlandia * | 2 – 1 (2 – 0) | SteDoCo               | Stadion: Sportpark De Hoge Bomen, Naaldwijk Toeschouwers: 300 Scheidsrechter: Şahiner |
| 22 augustus 2018 20:00 uur | Serbony 13', 32'  |               | 90' (pen.) Dos Santos | Stadion: Sportpark De Hoge Bomen, Naaldwijk Toeschouwers: 300 Scheidsrechter: Şahiner |
| 22 augustus 2018 20:00 uur |                   |               |                       | Stadion: Sportpark De Hoge Bomen, Naaldwijk Toeschouwers: 300 Scheidsrechter: Şahiner |
| 22 augustus 2018 20:00 uur |                   |               |                       | Stadion: Sportpark De Hoge Bomen, Naaldwijk Toeschouwers: 300 Scheidsrechter: Şahiner |
|                            |                   |               |                       |                                                                                       |

|                            |                                       |                           |                   |                                                                                     |
| 25 augustus 2018 14:30 uur | HVV Te Werve *                        | 3 – 1 (1 – 1, 0 – 0) n.v. | SV Marvilde       | Stadion: Sportpark Vredenburch, Rijswijk Toeschouwers: 200 Scheidsrechter: Weghorst |
| 25 augustus 2018 14:30 uur | Reijntjes 46' Vogel 114' Overman 120' |                           | 68' Van den Akker | Stadion: Sportpark Vredenburch, Rijswijk Toeschouwers: 200 Scheidsrechter: Weghorst |
| 25 augustus 2018 14:30 uur |                                       |                           |                   | Stadion: Sportpark Vredenburch, Rijswijk Toeschouwers: 200 Scheidsrechter: Weghorst |
| 25 augustus 2018 14:30 uur |                                       |                           |                   | Stadion: Sportpark Vredenburch, Rijswijk Toeschouwers: 200 Scheidsrechter: Weghorst |
|                            |                                       |                           |                   |                                                                                     |

### Hoofdtoernooi
Aan het hoofdtoernooi doen 64 clubs mee: de 27 winnaars uit de tweede voorronde, aangevuld met 34 betaaldvoetbalclubs en de drie (plaatsvervangend) periodekampioenen van de Tweede Divisie.

#### Eerste ronde
De clubs die dit seizoen Europees voetbal speelden, kwamen in deze ronde niet tegen elkaar uit. De amateurverenigingen speelden thuis bij loting tegen een betaaldvoetbalorganisatie. De loting in de Fox Sports-studio werd op 25 augustus 2018 verricht door AVV Swift-speler Mark Ruijter die in het seizoen 2017-18 de winnende penalty scoorde in de bekerstunt tegen Eredivisionist Vitesse. De wedstrijden van de eerste ronde vonden plaats op 25, 26 en 27 september 2018.
|                             |                                                              |               |                |                                                                                   |
| 25 september 2018 17:00 uur | AFC *                                                        | 5 – 0 (1 – 0) | Telstar        | Stadion: Sportpark Goed Genoeg, Amsterdam Toeschouwers: 500 Scheidsrechter: Blank |
| 25 september 2018 17:00 uur | Belarbi 14' Y. Teijsse 62' Kulhan 71' Hoek 84' Linthorst 86' | Verslag       | 83' Van Huizen | Stadion: Sportpark Goed Genoeg, Amsterdam Toeschouwers: 500 Scheidsrechter: Blank |
| 25 september 2018 17:00 uur |                                                              |               |                | Stadion: Sportpark Goed Genoeg, Amsterdam Toeschouwers: 500 Scheidsrechter: Blank |
| 25 september 2018 17:00 uur |                                                              |               |                | Stadion: Sportpark Goed Genoeg, Amsterdam Toeschouwers: 500 Scheidsrechter: Blank |
|                             |                                                              |               |                |                                                                                   |

|                             |                        |               |           |                                                                                 |
| 25 september 2018 18:30 uur | RKC Waalwijk *         | 2 – 0 (1 – 0) | NAC Breda | Stadion: Mandemakers Stadion, Waalwijk Toeschouwers: 2.713 Scheidsrechter: Blom |
| 25 september 2018 18:30 uur | Baggerman 42' Seys 47' | Verslag       |           | Stadion: Mandemakers Stadion, Waalwijk Toeschouwers: 2.713 Scheidsrechter: Blom |
| 25 september 2018 18:30 uur |                        |               |           | Stadion: Mandemakers Stadion, Waalwijk Toeschouwers: 2.713 Scheidsrechter: Blom |
| 25 september 2018 18:30 uur |                        |               |           | Stadion: Mandemakers Stadion, Waalwijk Toeschouwers: 2.713 Scheidsrechter: Blom |
|                             |                        |               |           |                                                                                 |

|                             |                                                        |               |        |                                                                                        |
| 25 september 2018 19:45 uur | SV Spakenburg *                                        | 3 – 0 (1 – 0) | SV DFS | Stadion: Sportpark De Westmaat, Spakenburg Toeschouwers: 733 Scheidsrechter: Nagtegaal |
| 25 september 2018 19:45 uur | Van der Neut 13' Sterling 67' Van der Sande 90' (pen.) | Verslag       |        | Stadion: Sportpark De Westmaat, Spakenburg Toeschouwers: 733 Scheidsrechter: Nagtegaal |
| 25 september 2018 19:45 uur |                                                        |               |        | Stadion: Sportpark De Westmaat, Spakenburg Toeschouwers: 733 Scheidsrechter: Nagtegaal |
| 25 september 2018 19:45 uur |                                                        |               |        | Stadion: Sportpark De Westmaat, Spakenburg Toeschouwers: 733 Scheidsrechter: Nagtegaal |
|                             |                                                        |               |        |                                                                                        |

|                             |                |               |                                                                           |                                                                                       |
| 25 september 2018 19:45 uur | DVS '33 Ermelo | 0 – 6 (0 – 3) | Roda JC Kerkrade *                                                        | Stadion: Sportpark Sportlaan, Ermelo Toeschouwers: 2.000 Scheidsrechter: Van der Eijk |
| 25 september 2018 19:45 uur |                | Verslag       | Engels 11' (pen.) Simakala 44', 45' Väyrynen 53' Van Velzen 65' Milts 72' | Stadion: Sportpark Sportlaan, Ermelo Toeschouwers: 2.000 Scheidsrechter: Van der Eijk |
| 25 september 2018 19:45 uur |                |               |                                                                           | Stadion: Sportpark Sportlaan, Ermelo Toeschouwers: 2.000 Scheidsrechter: Van der Eijk |
| 25 september 2018 19:45 uur |                |               |                                                                           | Stadion: Sportpark Sportlaan, Ermelo Toeschouwers: 2.000 Scheidsrechter: Van der Eijk |
|                             |                |               |                                                                           |                                                                                       |

|                             |                                                      |               |                    | |
| 25 september 2018 19:45 uur | Koninklijke HFC *                                    | 4 – 0 (1 – 0) | Harkemase Boys     | Stadion: Sportpark De Zanderij (terrein SV Hillegom), Hillegom Toeschouwers: 400 Scheidsrechter: Teuben |
| 25 september 2018 19:45 uur | Tadmine 10' (pen.) Van der Linden 65', 86' Lewis 90' | Verslag       | 26', 31' Boutzamar | Stadion: Sportpark De Zanderij (terrein SV Hillegom), Hillegom Toeschouwers: 400 Scheidsrechter: Teuben |
| 25 september 2018 19:45 uur |                                                      |               |                    | Stadion: Sportpark De Zanderij (terrein SV Hillegom), Hillegom Toeschouwers: 400 Scheidsrechter: Teuben |
| 25 september 2018 19:45 uur |                                                      |               |                    | Stadion: Sportpark De Zanderij (terrein SV Hillegom), Hillegom Toeschouwers: 400 Scheidsrechter: Teuben |
|                             |                                                      |               |                    | |

|                             |                              |               |          |                                                                                   |
| 25 september 2018 19:45 uur | ODIN '59 *                   | 1 – 0 (1 – 0) | FC Lisse | Stadion: Sportpark Assumburg, Heemskerk Toeschouwers: 400 Scheidsrechter: Gansner |
| 25 september 2018 19:45 uur | Dikker 9' 72', 83' Klijbroek | Verslag       |          | Stadion: Sportpark Assumburg, Heemskerk Toeschouwers: 400 Scheidsrechter: Gansner |
| 25 september 2018 19:45 uur |                              |               |          | Stadion: Sportpark Assumburg, Heemskerk Toeschouwers: 400 Scheidsrechter: Gansner |
| 25 september 2018 19:45 uur |                              |               |          | Stadion: Sportpark Assumburg, Heemskerk Toeschouwers: 400 Scheidsrechter: Gansner |
|                             |                              |               |          |                                                                                   |

|                             |                                            |               |                  |                                                                                    |
| 25 september 2018 19:45 uur | vv Noordwijk *                             | 3 – 2 (1 – 2) | Sparta Rotterdam | Stadion: Sportpark Duinwetering, Noordwijk Toeschouwers: 5.900 Scheidsrechter: Bos |
| 25 september 2018 19:45 uur | James 8' Roshanali 52' Akachau-Achefay 79' | Verslag       | 17', 26' Harroui | Stadion: Sportpark Duinwetering, Noordwijk Toeschouwers: 5.900 Scheidsrechter: Bos |
| 25 september 2018 19:45 uur |                                            |               |                  | Stadion: Sportpark Duinwetering, Noordwijk Toeschouwers: 5.900 Scheidsrechter: Bos |
| 25 september 2018 19:45 uur |                                            |               |                  | Stadion: Sportpark Duinwetering, Noordwijk Toeschouwers: 5.900 Scheidsrechter: Bos |
|                             |                                            |               |                  |                                                                                    |

|                             |                                |                                      |                                             |                                                                                            |
| 25 september 2018 19:45 uur | VVSB                           | 3 – 3 (2 – 2, 1 – 1) n.v. 3 – 5 pen. | De Graafschap *                             | Stadion: Sportpark de Boekhorst, Noordwijkerhout Toeschouwers: 1.500 Scheidsrechter: Pérez |
| 25 september 2018 19:45 uur | Bekooij 22', 72' Martins 92'   | Verslag                              | 25' Klaasen 30' Abena 70' Owusu 102' Olijve | Stadion: Sportpark de Boekhorst, Noordwijkerhout Toeschouwers: 1.500 Scheidsrechter: Pérez |
| 25 september 2018 19:45 uur | Strafschoppen                  |                                      |                                             | Stadion: Sportpark de Boekhorst, Noordwijkerhout Toeschouwers: 1.500 Scheidsrechter: Pérez |
| 25 september 2018 19:45 uur | Bekooij Zwart Dijkstra De Rijk |                                      | Olijve Owusu El Jebli Van Mieghem Bakker    | Stadion: Sportpark de Boekhorst, Noordwijkerhout Toeschouwers: 1.500 Scheidsrechter: Pérez |
|                             |                                |                                      |                                             |                                                                                            |

|                             |                                                 |                                      |                                                               |                                                                                        |
| 25 september 2018 19:45 uur | Rijnsburgse Boys                                | 1 – 1 (1 – 1, 0 – 1) n.v. 4 – 5 pen. | TOP Oss *                                                     | Stadion: Sportpark Middelmors, Rijnsburg Toeschouwers: 1.200 Scheidsrechter: C. Mulder |
| 25 september 2018 19:45 uur | Jongeneelen 73'                                 | Verslag                              | 25' Rommens                                                   | Stadion: Sportpark Middelmors, Rijnsburg Toeschouwers: 1.200 Scheidsrechter: C. Mulder |
| 25 september 2018 19:45 uur | Strafschoppen                                   |                                      |                                                               | Stadion: Sportpark Middelmors, Rijnsburg Toeschouwers: 1.200 Scheidsrechter: C. Mulder |
| 25 september 2018 19:45 uur | Goeman Jongeneelen Knol Tervoert Tillema Artien |                                      | Smeets Rommens Stuy van den Herik Kaak Van der Biezen Nieveld | Stadion: Sportpark Middelmors, Rijnsburg Toeschouwers: 1.200 Scheidsrechter: C. Mulder |
|                             |                                                 |                                      |                                                               |                                                                                        |

|                             |                 |               |                            |                                                                                         |
| 25 september 2018 19:45 uur | RKVV Westlandia | 0 – 3 (0 – 1) | VVV-Venlo *                | Stadion: Sportpark De Hoge Bomen, Naaldwijk Toeschouwers: 2.250 Scheidsrechter: Oostrom |
| 25 september 2018 19:45 uur |                 | Verslag       | 25', 56' Samuelsen 65' Kum | Stadion: Sportpark De Hoge Bomen, Naaldwijk Toeschouwers: 2.250 Scheidsrechter: Oostrom |
| 25 september 2018 19:45 uur |                 |               |                            | Stadion: Sportpark De Hoge Bomen, Naaldwijk Toeschouwers: 2.250 Scheidsrechter: Oostrom |
| 25 september 2018 19:45 uur |                 |               |                            | Stadion: Sportpark De Hoge Bomen, Naaldwijk Toeschouwers: 2.250 Scheidsrechter: Oostrom |
|                             |                 |               |                            |                                                                                         |

|                             |                                                           |                           |                                                 |                                                                                       |
| 25 september 2018 19:45 uur | SVV Scheveningen                                          | 2 – 3 (2 – 2, 2 – 1) n.v. | SC Cambuur *                                    | Stadion: Sportpark Houtrust, Scheveningen Toeschouwers: 450 Scheidsrechter: Dieperink |
| 25 september 2018 19:45 uur | Donald 31', 45' Gomez Nieto 90', 95' Schwiebbe 106', 107' | Verslag                   | 27' Cigaņiks 86' Robertha 105' Van Wermeskerken | Stadion: Sportpark Houtrust, Scheveningen Toeschouwers: 450 Scheidsrechter: Dieperink |
| 25 september 2018 19:45 uur |                                                           |                           |                                                 | Stadion: Sportpark Houtrust, Scheveningen Toeschouwers: 450 Scheidsrechter: Dieperink |
| 25 september 2018 19:45 uur |                                                           |                           |                                                 | Stadion: Sportpark Houtrust, Scheveningen Toeschouwers: 450 Scheidsrechter: Dieperink |
|                             |                                                           |                           |                                                 |                                                                                       |

|                             |              |               |                   |                                                                                            |
| 25 september 2018 19:45 uur | FC Den Bosch | 1 – 2 (1 – 1) | Heracles Almelo * | Stadion: Stadion De Vliert, 's-Hertogenbosch Toeschouwers: 2.176 Scheidsrechter: Gözübüyük |
| 25 september 2018 19:45 uur | Velkov 11'   | Verslag       | 12', 55' Vermeij  | Stadion: Stadion De Vliert, 's-Hertogenbosch Toeschouwers: 2.176 Scheidsrechter: Gözübüyük |
| 25 september 2018 19:45 uur |              |               |                   | Stadion: Stadion De Vliert, 's-Hertogenbosch Toeschouwers: 2.176 Scheidsrechter: Gözübüyük |
| 25 september 2018 19:45 uur |              |               |                   | Stadion: Stadion De Vliert, 's-Hertogenbosch Toeschouwers: 2.176 Scheidsrechter: Gözübüyük |
|                             |              |               |                   |                                                                                            |

|                             |             |               |                    |                                                                               |
| 25 september 2018 19:45 uur | FC Volendam | 1 – 2 (1 – 1) | Willem II *        | Stadion: Kras Stadion, Volendam Toeschouwers: 1.607 Scheidsrechter: S. Mulder |
| 25 september 2018 19:45 uur | Kaars 42'   | Verslag       | 4' Avdijaj 48' Sol | Stadion: Kras Stadion, Volendam Toeschouwers: 1.607 Scheidsrechter: S. Mulder |
| 25 september 2018 19:45 uur |             |               |                    | Stadion: Kras Stadion, Volendam Toeschouwers: 1.607 Scheidsrechter: S. Mulder |
| 25 september 2018 19:45 uur |             |               |                    | Stadion: Kras Stadion, Volendam Toeschouwers: 1.607 Scheidsrechter: S. Mulder |
|                             |             |               |                    |                                                                               |

|                             |                            |               |              |                                                                                 |
| 25 september 2018 19:45 uur | Go Ahead Eagles *          | 2 – 0 (0 – 0) | FC Eindhoven | Stadion: De Adelaarshorst, Deventer Toeschouwers: 3.168 Scheidsrechter: Gerrets |
| 25 september 2018 19:45 uur | Navrátil 67' Langedijk 89' | Verslag       |              | Stadion: De Adelaarshorst, Deventer Toeschouwers: 3.168 Scheidsrechter: Gerrets |
| 25 september 2018 19:45 uur |                            |               |              | Stadion: De Adelaarshorst, Deventer Toeschouwers: 3.168 Scheidsrechter: Gerrets |
| 25 september 2018 19:45 uur |                            |               |              | Stadion: De Adelaarshorst, Deventer Toeschouwers: 3.168 Scheidsrechter: Gerrets |
|                             |                            |               |              |                                                                                 |

|                             |               |               |                                       |                                                                                         |
| 25 september 2018 19:45 uur | Helmond Sport | 0 – 5 (0 – 1) | Fortuna Sittard *                     | Stadion: SolarUnie Stadion, Helmond Toeschouwers: 1.681 Scheidsrechter: Van den Kerkhof |
| 25 september 2018 19:45 uur |               | Verslag       | 10', 58' Hutten 50', 67', 84' Vidigal | Stadion: SolarUnie Stadion, Helmond Toeschouwers: 1.681 Scheidsrechter: Van den Kerkhof |
| 25 september 2018 19:45 uur |               |               |                                       | Stadion: SolarUnie Stadion, Helmond Toeschouwers: 1.681 Scheidsrechter: Van den Kerkhof |
| 25 september 2018 19:45 uur |               |               |                                       | Stadion: SolarUnie Stadion, Helmond Toeschouwers: 1.681 Scheidsrechter: Van den Kerkhof |
|                             |               |               |                                       |                                                                                         |

|                             |                  |               |              |                                                                                  |
| 25 september 2018 19:45 uur | Almere City FC * | 1 – 0 (1 – 0) | FC Dordrecht | Stadion: Yanmar Stadion, Almere Toeschouwers: 1.734 Scheidsrechter: Van de Graaf |
| 25 september 2018 19:45 uur | Luckassen 5'     | Verslag       |              | Stadion: Yanmar Stadion, Almere Toeschouwers: 1.734 Scheidsrechter: Van de Graaf |
| 25 september 2018 19:45 uur |                  |               |              | Stadion: Yanmar Stadion, Almere Toeschouwers: 1.734 Scheidsrechter: Van de Graaf |
| 25 september 2018 19:45 uur |                  |               |              | Stadion: Yanmar Stadion, Almere Toeschouwers: 1.734 Scheidsrechter: Van de Graaf |
|                             |                  |               |              |                                                                                  |

|                             |                                     |               |             |                                                                                         |
| 25 september 2018 20:00 uur | Kozakken Boys *                     | 3 – 1 (3 – 1) | ONS Sneek   | Stadion: Sportpark de Zwaaier, Werkendam Toeschouwers: 375 Scheidsrechter: Van der Laan |
| 25 september 2018 20:00 uur | Vicento 3' Stout 19' El Azzouti 28' | Verslag       | 11' de Boer | Stadion: Sportpark de Zwaaier, Werkendam Toeschouwers: 375 Scheidsrechter: Van der Laan |
| 25 september 2018 20:00 uur |                                     |               |             | Stadion: Sportpark de Zwaaier, Werkendam Toeschouwers: 375 Scheidsrechter: Van der Laan |
| 25 september 2018 20:00 uur |                                     |               |             | Stadion: Sportpark de Zwaaier, Werkendam Toeschouwers: 375 Scheidsrechter: Van der Laan |
|                             |                                     |               |             |                                                                                         |

|                             |                                                       |                           |                                                  |                                                                                             |
| 25 september 2018 20:45 uur | Excelsior                                             | 2 – 3 (2 – 2, 2 – 1) n.v. | N.E.C. *                                         | Stadion: Van Donge & De Roo Stadion, Rotterdam Toeschouwers: 1.902 Scheidsrechter: Kamphuis |
| 25 september 2018 20:45 uur | Bruins 20' (pen.) Buwalda 24' (e.d.) Edwards 77', 83' | Verslag                   | 34' (pen.) Achabar 80' (pen.) Braken 107' Joppen | Stadion: Van Donge & De Roo Stadion, Rotterdam Toeschouwers: 1.902 Scheidsrechter: Kamphuis |
| 25 september 2018 20:45 uur |                                                       |                           |                                                  | Stadion: Van Donge & De Roo Stadion, Rotterdam Toeschouwers: 1.902 Scheidsrechter: Kamphuis |
| 25 september 2018 20:45 uur |                                                       |                           |                                                  | Stadion: Van Donge & De Roo Stadion, Rotterdam Toeschouwers: 1.902 Scheidsrechter: Kamphuis |
|                             |                                                       |                           |                                                  |                                                                                             |

|                             |              |               |                                                               |                                                                                          |
| 26 september 2018 17:00 uur | OJC Rosmalen | 0 – 6 (0 – 3) | ADO Den Haag *                                                | Stadion: Sportpark De Groote Wielen, Rosmalen Toeschouwers: 1.200 Scheidsrechter: Higler |
| 26 september 2018 17:00 uur |              | Verslag       | 23', 58' El Khayati 24', 86' Necid 43' Beugelsdijk 85' Becker | Stadion: Sportpark De Groote Wielen, Rosmalen Toeschouwers: 1.200 Scheidsrechter: Higler |
| 26 september 2018 17:00 uur |              |               |                                                               | Stadion: Sportpark De Groote Wielen, Rosmalen Toeschouwers: 1.200 Scheidsrechter: Higler |
| 26 september 2018 17:00 uur |              |               |                                                               | Stadion: Sportpark De Groote Wielen, Rosmalen Toeschouwers: 1.200 Scheidsrechter: Higler |
|                             |              |               |                                                               |                                                                                          |

|                             |                     |               |                                                        |                                                                                           |
| 26 september 2018 18:30 uur | Excelsior Maassluis | 0 – 4 (0 – 2) | PSV *                                                  | Stadion: Sportpark Lavendelstraat, Maassluis Toeschouwers: 3.200 Scheidsrechter: Manschot |
| 26 september 2018 18:30 uur |                     | Verslag       | 15' Gakpo 44' Sainsbury 69' Lundqvist 73' Isimat-Mirin | Stadion: Sportpark Lavendelstraat, Maassluis Toeschouwers: 3.200 Scheidsrechter: Manschot |
| 26 september 2018 18:30 uur |                     |               |                                                        | Stadion: Sportpark Lavendelstraat, Maassluis Toeschouwers: 3.200 Scheidsrechter: Manschot |
| 26 september 2018 18:30 uur |                     |               |                                                        | Stadion: Sportpark Lavendelstraat, Maassluis Toeschouwers: 3.200 Scheidsrechter: Manschot |
|                             |                     |               |                                                        |                                                                                           |

|                             |              |               |               |                                                                                 |
| 26 september 2018 19:45 uur | VV Staphorst | 0 – 1 (0 – 1) | PEC Zwolle *  | Stadion: Het Noorderslag, Staphorst Toeschouwers: 3.500 Scheidsrechter: Nijhuis |
| 26 september 2018 19:45 uur |              | Verslag       | 8' Van Crooij | Stadion: Het Noorderslag, Staphorst Toeschouwers: 3.500 Scheidsrechter: Nijhuis |
| 26 september 2018 19:45 uur |              |               |               | Stadion: Het Noorderslag, Staphorst Toeschouwers: 3.500 Scheidsrechter: Nijhuis |
| 26 september 2018 19:45 uur |              |               |               | Stadion: Het Noorderslag, Staphorst Toeschouwers: 3.500 Scheidsrechter: Nijhuis |
|                             |              |               |               |                                                                                 |

|                             |                                           |                                      |                                                    |                                                                      |
| 26 september 2018 19:45 uur | VV DOVO                                   | 2 – 2 (1 – 1, 0 – 0) n.v. 4 – 5 pen. | SV Urk *                                           | Stadion: Sportpark Panhuis Toeschouwers: 950 Scheidsrechter: Martens |
| 26 september 2018 19:45 uur | Patrick 83', 107' Middelwijk 98', 113'    | Verslag                              | 51' R.J. Brands 113' Nentjes                       | Stadion: Sportpark Panhuis Toeschouwers: 950 Scheidsrechter: Martens |
| 26 september 2018 19:45 uur | Strafschoppen                             |                                      |                                                    | Stadion: Sportpark Panhuis Toeschouwers: 950 Scheidsrechter: Martens |
| 26 september 2018 19:45 uur | Patrick Toonen Bakkenes Wormgoor Berkvens |                                      | R.J. Brands H. Snoek Van Slooten P. Brands Nentjes | Stadion: Sportpark Panhuis Toeschouwers: 950 Scheidsrechter: Martens |
|                             |                                           |                                      |                                                    |                                                                      |

|                             |                                      |               |                                    |                                                                                   |
| 26 september 2018 19:45 uur | VV Eemdijk                           | 1 – 4 (0 – 2) | ASWH *                             | Stadion: De Vinken, Bunschoten-Spakenburg Toeschouwers: 350 Scheidsrechter: Dröge |
| 26 september 2018 19:45 uur | El Bennay 42' Van den Dikkenberg 72' | Verslag       | 4', 27', 86' Yıldırım 82' Verhoeve | Stadion: De Vinken, Bunschoten-Spakenburg Toeschouwers: 350 Scheidsrechter: Dröge |
| 26 september 2018 19:45 uur |                                      |               |                                    | Stadion: De Vinken, Bunschoten-Spakenburg Toeschouwers: 350 Scheidsrechter: Dröge |
| 26 september 2018 19:45 uur |                                      |               |                                    | Stadion: De Vinken, Bunschoten-Spakenburg Toeschouwers: 350 Scheidsrechter: Dröge |
|                             |                                      |               |                                    |                                                                                   |

|                             |               |               |                                |                                                                            |
| 26 september 2018 19:45 uur | RKAV Volendam | 1 – 2 (0 – 2) | Vitesse *                      | Stadion: Julianaweg, Volendam Toeschouwers: 2.500 Scheidsrechter: Van Herk |
| 26 september 2018 19:45 uur | N. Tol 84'    | Verslag       | 15' Van der Werff 42' Darfalou | Stadion: Julianaweg, Volendam Toeschouwers: 2.500 Scheidsrechter: Van Herk |
| 26 september 2018 19:45 uur |               |               |                                | Stadion: Julianaweg, Volendam Toeschouwers: 2.500 Scheidsrechter: Van Herk |
| 26 september 2018 19:45 uur |               |               |                                | Stadion: Julianaweg, Volendam Toeschouwers: 2.500 Scheidsrechter: Van Herk |
|                             |               |               |                                |                                                                            |

|                             |            |            |                 |                                                                                 |
| 26 september 2018 19:45 uur | VV Katwijk | 0 – 1 n.v. | sc Heerenveen * | Stadion: Sportpark de Krom, Katwijk Toeschouwers: 1.750 Scheidsrechter: Ruperti |
| 26 september 2018 19:45 uur |            | Verslag    | 116' Lammers    | Stadion: Sportpark de Krom, Katwijk Toeschouwers: 1.750 Scheidsrechter: Ruperti |
| 26 september 2018 19:45 uur |            |            |                 | Stadion: Sportpark de Krom, Katwijk Toeschouwers: 1.750 Scheidsrechter: Ruperti |
| 26 september 2018 19:45 uur |            |            |                 | Stadion: Sportpark de Krom, Katwijk Toeschouwers: 1.750 Scheidsrechter: Ruperti |
|                             |            |            |                 |                                                                                 |

|                             |                                   |               |                 |                                                                                      |
| 26 september 2018 19:45 uur | RKSV Groene Ster *                | 2 – 1 (1 – 0) | SV TEC          | Stadion: Sportpark Pronsebroek, Heerlerheide Toeschouwers: 650 Scheidsrechter: Vries |
| 26 september 2018 19:45 uur | Ritzen 33' Hellemons 45' Unal 65' | Verslag       | 78' Westerlaken | Stadion: Sportpark Pronsebroek, Heerlerheide Toeschouwers: 650 Scheidsrechter: Vries |
| 26 september 2018 19:45 uur |                                   |               |                 | Stadion: Sportpark Pronsebroek, Heerlerheide Toeschouwers: 650 Scheidsrechter: Vries |
| 26 september 2018 19:45 uur |                                   |               |                 | Stadion: Sportpark Pronsebroek, Heerlerheide Toeschouwers: 650 Scheidsrechter: Vries |
|                             |                                   |               |                 |                                                                                      |

|                             |              |               |                                                                                         | |
| 26 september 2018 20:45 uur | HVV Te Werve | 0 – 7 (0 – 4) | Ajax *                                                                                  | Stadion: Sportpark Duinwetering (terrein vv Noordwijk), Noordwijk Toeschouwers: 3.000 Scheidsrechter: Bax |
| 26 september 2018 20:45 uur |              | Verslag       | 10' Schuurs 17' Dolberg 30' Van de Beek 38', 59' Labyad 66' Ekkelenkamp 82' Gravenberch | Stadion: Sportpark Duinwetering (terrein vv Noordwijk), Noordwijk Toeschouwers: 3.000 Scheidsrechter: Bax |
| 26 september 2018 20:45 uur |              |               |                                                                                         | Stadion: Sportpark Duinwetering (terrein vv Noordwijk), Noordwijk Toeschouwers: 3.000 Scheidsrechter: Bax |
| 26 september 2018 20:45 uur |              |               |                                                                                         | Stadion: Sportpark Duinwetering (terrein vv Noordwijk), Noordwijk Toeschouwers: 3.000 Scheidsrechter: Bax |
|                             |              |               |                                                                                         | |

|                             |             |               |                                                                |                                                                             |
| 27 september 2018 17:00 uur | MVV Alcides | 0 – 6 (0 – 4) | AZ *                                                           | Stadion: Sportpark Ezinge, Meppel Toeschouwers: 1.750 Scheidsrechter: Kooij |
| 27 september 2018 17:00 uur |             | Verslag       | 16' Johnsen 24', 71', 77' (pen.) Idrissi 33' Maher 42' Rotariu | Stadion: Sportpark Ezinge, Meppel Toeschouwers: 1.750 Scheidsrechter: Kooij |
| 27 september 2018 17:00 uur |             |               |                                                                | Stadion: Sportpark Ezinge, Meppel Toeschouwers: 1.750 Scheidsrechter: Kooij |
| 27 september 2018 17:00 uur |             |               |                                                                | Stadion: Sportpark Ezinge, Meppel Toeschouwers: 1.750 Scheidsrechter: Kooij |
|                             |             |               |                                                                |                                                                             |

|                             |                  |               |                                           |                                                                              |
| 27 september 2018 17:00 uur | OFC              | 1 – 3 (0 – 1) | FC Emmen *                                | Stadion: Sportpark OFC, Oostzaan Toeschouwers: 800 Scheidsrechter: Cantineau |
| 27 september 2018 17:00 uur | El Yaghmouri 86' | Verslag       | 10' Niemeijer 55' (pen.), 78' (pen.) Bijl | Stadion: Sportpark OFC, Oostzaan Toeschouwers: 800 Scheidsrechter: Cantineau |
| 27 september 2018 17:00 uur |                  |               |                                           | Stadion: Sportpark OFC, Oostzaan Toeschouwers: 800 Scheidsrechter: Cantineau |
| 27 september 2018 17:00 uur |                  |               |                                           | Stadion: Sportpark OFC, Oostzaan Toeschouwers: 800 Scheidsrechter: Cantineau |
|                             |                  |               |                                           |                                                                              |

|                             |              |               |                        | |
| 27 september 2018 18:30 uur | FC Groningen | 0 – 2 (0 – 1) | FC Twente *            | Stadion: Hitachi Capital Mobility Stadion, Groningen Toeschouwers: 18.192 Scheidsrechter: Makkelie |
| 27 september 2018 18:30 uur |              | Verslag       | 45' Espinosa 68' Bijen | Stadion: Hitachi Capital Mobility Stadion, Groningen Toeschouwers: 18.192 Scheidsrechter: Makkelie |
| 27 september 2018 18:30 uur |              |               |                        | Stadion: Hitachi Capital Mobility Stadion, Groningen Toeschouwers: 18.192 Scheidsrechter: Makkelie |
| 27 september 2018 18:30 uur |              |               |                        | Stadion: Hitachi Capital Mobility Stadion, Groningen Toeschouwers: 18.192 Scheidsrechter: Makkelie |
|                             |              |               |                        | |

|                             |                                           |               |                |                                                                                     |
| 27 september 2018 19:45 uur | FC Utrecht *                              | 2 – 0 (0 – 0) | MVV Maastricht | Stadion: Stadion Galgenwaard, Utrecht Toeschouwers: 16.206 Scheidsrechter: Lindhout |
| 27 september 2018 19:45 uur | Dessers 61' (pen.) Görtler 82' Venema 90' | Verslag       | 84' Schroijen  | Stadion: Stadion Galgenwaard, Utrecht Toeschouwers: 16.206 Scheidsrechter: Lindhout |
| 27 september 2018 19:45 uur |                                           |               |                | Stadion: Stadion Galgenwaard, Utrecht Toeschouwers: 16.206 Scheidsrechter: Lindhout |
| 27 september 2018 19:45 uur |                                           |               |                | Stadion: Stadion Galgenwaard, Utrecht Toeschouwers: 16.206 Scheidsrechter: Lindhout |
|                             |                                           |               |                |                                                                                     |

|                             |           |               |                               | |
| 27 september 2018 20:45 uur | VV Gemert | 0 – 4 (0 – 2) | Feyenoord *                   | Stadion: SolarUnie Stadion (terrein Helmond Sport), Helmond Toeschouwers: 4.200 Scheidsrechter: Van Boekel |
| 27 september 2018 20:45 uur |           | Verslag       | 11', 65', 71' Vente 45' Kökçü | Stadion: SolarUnie Stadion (terrein Helmond Sport), Helmond Toeschouwers: 4.200 Scheidsrechter: Van Boekel |
| 27 september 2018 20:45 uur |           |               |                               | Stadion: SolarUnie Stadion (terrein Helmond Sport), Helmond Toeschouwers: 4.200 Scheidsrechter: Van Boekel |
| 27 september 2018 20:45 uur |           |               |                               | Stadion: SolarUnie Stadion (terrein Helmond Sport), Helmond Toeschouwers: 4.200 Scheidsrechter: Van Boekel |
|                             |           |               |                               | |

#### Tweede ronde
Hierin komen de 32 winnaars van de eerste ronde tegen elkaar uit. De wedstrijden van de tweede ronde vonden plaats op 30 en 31 oktober en 1 november 2018. Deze loting werd op zaterdag 29 september 2018 in de Fox Sports-studio verricht door tweelingbroers Kenny en Yordi Teijsse van AFC.
|                           |                               |                           |                                 |                                                                                          |
| 30 oktober 2018 18:30 uur | PSV                           | 2 – 3 (2 – 2, 1 – 1) n.v. | RKC Waalwijk *                  | Stadion: Philips Stadion, Eindhoven Toeschouwers: 24.500 Scheidsrechter: Van den Kerkhof |
| 30 oktober 2018 18:30 uur | Gutiérrez 1' Mauro Júnior 76' |                           | 29' Van Weert 90', 109' Maatsen | Stadion: Philips Stadion, Eindhoven Toeschouwers: 24.500 Scheidsrechter: Van den Kerkhof |
| 30 oktober 2018 18:30 uur |                               |                           |                                 | Stadion: Philips Stadion, Eindhoven Toeschouwers: 24.500 Scheidsrechter: Van den Kerkhof |
| 30 oktober 2018 18:30 uur |                               |                           |                                 | Stadion: Philips Stadion, Eindhoven Toeschouwers: 24.500 Scheidsrechter: Van den Kerkhof |
|                           |                               |                           |                                 |                                                                                          |

|                           |                |               |           |                                                                                      |
| 30 oktober 2018 19:00 uur | AFC *          | 1 – 0 (0 – 0) | TOP Oss   | Stadion: Olympisch Stadion, Amsterdam Toeschouwers: 650 Scheidsrechter: Van der Laan |
| 30 oktober 2018 19:00 uur | Y. Teijsse 63' |               | 87' Piqué | Stadion: Olympisch Stadion, Amsterdam Toeschouwers: 650 Scheidsrechter: Van der Laan |
| 30 oktober 2018 19:00 uur |                |               |           | Stadion: Olympisch Stadion, Amsterdam Toeschouwers: 650 Scheidsrechter: Van der Laan |
| 30 oktober 2018 19:00 uur |                |               |           | Stadion: Olympisch Stadion, Amsterdam Toeschouwers: 650 Scheidsrechter: Van der Laan |
|                           |                |               |           |                                                                                      |

|                           |                         |               |                 |                                                                                   |
| 30 oktober 2018 19:45 uur | SC Cambuur *            | 2 – 1 (1 – 0) | Koninklijke HFC | Stadion: Cambuurstadion, Leeuwarden Toeschouwers: 3.298 Scheidsrechter: Dieperink |
| 30 oktober 2018 19:45 uur | Mathieu 19' Conraad 56' |               | 72' Noordmans   | Stadion: Cambuurstadion, Leeuwarden Toeschouwers: 3.298 Scheidsrechter: Dieperink |
| 30 oktober 2018 19:45 uur |                         |               |                 | Stadion: Cambuurstadion, Leeuwarden Toeschouwers: 3.298 Scheidsrechter: Dieperink |
| 30 oktober 2018 19:45 uur |                         |               |                 | Stadion: Cambuurstadion, Leeuwarden Toeschouwers: 3.298 Scheidsrechter: Dieperink |
|                           |                         |               |                 |                                                                                   |

|                           |                     |               |                |                                                                                |
| 30 oktober 2018 19:45 uur | Kozakken Boys *     | 2 – 1 (1 – 0) | Almere City FC | Stadion: Sportpark de Zwaaier, Werkendam Toeschouwers: 800 Scheidsrechter: Bos |
| 30 oktober 2018 19:45 uur | El Azzouti 10', 90' |               | 80' Meijer     | Stadion: Sportpark de Zwaaier, Werkendam Toeschouwers: 800 Scheidsrechter: Bos |
| 30 oktober 2018 19:45 uur |                     |               |                | Stadion: Sportpark de Zwaaier, Werkendam Toeschouwers: 800 Scheidsrechter: Bos |
| 30 oktober 2018 19:45 uur |                     |               |                | Stadion: Sportpark de Zwaaier, Werkendam Toeschouwers: 800 Scheidsrechter: Bos |
|                           |                     |               |                |                                                                                |

|                           |                                                  |               |                |                                                                              |
| 30 oktober 2018 19:45 uur | FC Twente *                                      | 4 – 2 (3 – 1) | vv Noordwijk   | Stadion: De Grolsch Veste, Enschede Toeschouwers: 14.800 Scheidsrechter: Bax |
| 30 oktober 2018 19:45 uur | Espinosa 28', 38' Cantalapiedra 29' Zekhnini 90' |               | 33', 87' Wendt | Stadion: De Grolsch Veste, Enschede Toeschouwers: 14.800 Scheidsrechter: Bax |
| 30 oktober 2018 19:45 uur |                                                  |               |                | Stadion: De Grolsch Veste, Enschede Toeschouwers: 14.800 Scheidsrechter: Bax |
| 30 oktober 2018 19:45 uur |                                                  |               |                | Stadion: De Grolsch Veste, Enschede Toeschouwers: 14.800 Scheidsrechter: Bax |
|                           |                                                  |               |                |                                                                              |

|                           |        |                |                    |                                                                                   |
| 30 oktober 2018 19:45 uur | SV Urk | 0 – 1 (0 – 1)  | Roda JC Kerkrade * | Stadion: Sportpark de Vormt, Urk Toeschouwers: 2.200 Scheidsrechter: Van der Eijk |
| 30 oktober 2018 19:45 uur |        | 53' El Makrini |                    | Stadion: Sportpark de Vormt, Urk Toeschouwers: 2.200 Scheidsrechter: Van der Eijk |
| 30 oktober 2018 19:45 uur |        |                |                    | Stadion: Sportpark de Vormt, Urk Toeschouwers: 2.200 Scheidsrechter: Van der Eijk |
| 30 oktober 2018 19:45 uur |        |                |                    | Stadion: Sportpark de Vormt, Urk Toeschouwers: 2.200 Scheidsrechter: Van der Eijk |
|                           |        |                |                    |                                                                                   |

|                           |                    |               |                                            |                                                                                |
| 30 oktober 2018 20:45 uur | De Graafschap      | 2 – 5 (0 – 3) | PEC Zwolle *                               | Stadion: De Vijverberg, Doetinchem Toeschouwers: 4.325 Scheidsrechter: Nijhuis |
| 30 oktober 2018 20:45 uur | Vet 53' Bakker 63' |               | 13', 23', 44', 71' Flemming 56' Van Duinen | Stadion: De Vijverberg, Doetinchem Toeschouwers: 4.325 Scheidsrechter: Nijhuis |
| 30 oktober 2018 20:45 uur |                    |               |                                            | Stadion: De Vijverberg, Doetinchem Toeschouwers: 4.325 Scheidsrechter: Nijhuis |
| 30 oktober 2018 20:45 uur |                    |               |                                            | Stadion: De Vijverberg, Doetinchem Toeschouwers: 4.325 Scheidsrechter: Nijhuis |
|                           |                    |               |                                            |                                                                                |

|                           |                 |                          |           |                                                                                |
| 31 oktober 2018 18:30 uur | Heracles Almelo | 0 – 2 (0 – 1)            | Vitesse * | Stadion: Polman Stadion, Almelo Toeschouwers: 10.037 Scheidsrechter: S. Mulder |
| 31 oktober 2018 18:30 uur |                 | 40' Ødegaard 89' Buitink |           | Stadion: Polman Stadion, Almelo Toeschouwers: 10.037 Scheidsrechter: S. Mulder |
| 31 oktober 2018 18:30 uur |                 |                          |           | Stadion: Polman Stadion, Almelo Toeschouwers: 10.037 Scheidsrechter: S. Mulder |
| 31 oktober 2018 18:30 uur |                 |                          |           | Stadion: Polman Stadion, Almelo Toeschouwers: 10.037 Scheidsrechter: S. Mulder |
|                           |                 |                          |           |                                                                                |

|                           |                           |               |           |                                                                             |
| 31 oktober 2018 19:45 uur | AZ *                      | 2 – 0 (0 – 0) | VVV-Venlo | Stadion: AFAS Stadion, Alkmaar Toeschouwers: 6.026 Scheidsrechter: Lindhout |
| 31 oktober 2018 19:45 uur | Seuntjens 46' Idrissi 86' |               |           | Stadion: AFAS Stadion, Alkmaar Toeschouwers: 6.026 Scheidsrechter: Lindhout |
| 31 oktober 2018 19:45 uur |                           |               |           | Stadion: AFAS Stadion, Alkmaar Toeschouwers: 6.026 Scheidsrechter: Lindhout |
| 31 oktober 2018 19:45 uur |                           |               |           | Stadion: AFAS Stadion, Alkmaar Toeschouwers: 6.026 Scheidsrechter: Lindhout |
|                           |                           |               |           |                                                                             |

|                           |          |               |                                         |                                                                              |
| 31 oktober 2018 19:45 uur | FC Emmen | 1 – 3 (1 – 1) | ODIN '59 *                              | Stadion: De Oude Meerdijk, Emmen Toeschouwers: 3.578 Scheidsrechter: Oostrom |
| 31 oktober 2018 19:45 uur | Bijl 18' |               | 34' Al Mahdi 75' (pen.), 82' Hardenberg | Stadion: De Oude Meerdijk, Emmen Toeschouwers: 3.578 Scheidsrechter: Oostrom |
| 31 oktober 2018 19:45 uur |          |               |                                         | Stadion: De Oude Meerdijk, Emmen Toeschouwers: 3.578 Scheidsrechter: Oostrom |
| 31 oktober 2018 19:45 uur |          |               |                                         | Stadion: De Oude Meerdijk, Emmen Toeschouwers: 3.578 Scheidsrechter: Oostrom |
|                           |          |               |                                         |                                                                              |

|                           |                  |               |                                     |                                                                                   |
| 31 oktober 2018 19:45 uur | RKSV Groene Ster | 1 – 3 (1 – 0) | sc Heerenveen *                     | Stadion: Sportpark Pronsebroek, Heerlen Toeschouwers: 3.000 Scheidsrechter: Pérez |
| 31 oktober 2018 19:45 uur | Eind 40'         |               | 46' Rienstra 49' Zeneli 69' Lammers | Stadion: Sportpark Pronsebroek, Heerlen Toeschouwers: 3.000 Scheidsrechter: Pérez |
| 31 oktober 2018 19:45 uur |                  |               |                                     | Stadion: Sportpark Pronsebroek, Heerlen Toeschouwers: 3.000 Scheidsrechter: Pérez |
| 31 oktober 2018 19:45 uur |                  |               |                                     | Stadion: Sportpark Pronsebroek, Heerlen Toeschouwers: 3.000 Scheidsrechter: Pérez |
|                           |                  |               |                                     |                                                                                   |

|                           |                                                            |               |                                 |                                                                                 |
| 31 oktober 2018 19:45 uur | FC Utrecht *                                               | 5 – 1 (2 – 1) | ASWH                            | Stadion: Stadion Galgenwaard, Utrecht Toeschouwers: 8.398 Scheidsrechter: Kooij |
| 31 oktober 2018 19:45 uur | Kerk 5' Van Overeem 29' Dessers 74' Van de Streek 77', 83' |               | 22' Van den Bosch 62', 66' Bijl | Stadion: Stadion Galgenwaard, Utrecht Toeschouwers: 8.398 Scheidsrechter: Kooij |
| 31 oktober 2018 19:45 uur |                                                            |               |                                 | Stadion: Stadion Galgenwaard, Utrecht Toeschouwers: 8.398 Scheidsrechter: Kooij |
| 31 oktober 2018 19:45 uur |                                                            |               |                                 | Stadion: Stadion Galgenwaard, Utrecht Toeschouwers: 8.398 Scheidsrechter: Kooij |
|                           |                                                            |               |                                 |                                                                                 |

|                           |                                          |               |               |                                                                                             |
| 31 oktober 2018 19:45 uur | Willem II *                              | 5 – 0 (2 – 0) | SV Spakenburg | Stadion: Koning Willem II Stadion, Tilburg Toeschouwers: 8.931 Scheidsrechter: Van de Graaf |
| 31 oktober 2018 19:45 uur | Sol 9', 81' Crowley 24' Avdijaj 53', 59' |               |               | Stadion: Koning Willem II Stadion, Tilburg Toeschouwers: 8.931 Scheidsrechter: Van de Graaf |
| 31 oktober 2018 19:45 uur |                                          |               |               | Stadion: Koning Willem II Stadion, Tilburg Toeschouwers: 8.931 Scheidsrechter: Van de Graaf |
| 31 oktober 2018 19:45 uur |                                          |               |               | Stadion: Koning Willem II Stadion, Tilburg Toeschouwers: 8.931 Scheidsrechter: Van de Graaf |
|                           |                                          |               |               |                                                                                             |

|                           |                                    |               |                 |                                                                                   |
| 31 oktober 2018 20:45 uur | Ajax *                             | 3 – 0 (2 – 0) | Go Ahead Eagles | Stadion: Johan Cruijff ArenA, Amsterdam Toeschouwers: 43.884 Scheidsrechter: Blom |
| 31 oktober 2018 20:45 uur | Neres 35' Labyad 38' Huntelaar 63' |               |                 | Stadion: Johan Cruijff ArenA, Amsterdam Toeschouwers: 43.884 Scheidsrechter: Blom |
| 31 oktober 2018 20:45 uur |                                    |               |                 | Stadion: Johan Cruijff ArenA, Amsterdam Toeschouwers: 43.884 Scheidsrechter: Blom |
| 31 oktober 2018 20:45 uur |                                    |               |                 | Stadion: Johan Cruijff ArenA, Amsterdam Toeschouwers: 43.884 Scheidsrechter: Blom |
|                           |                                    |               |                 |                                                                                   |

|                           |                               |               |                                     |                                                                                  |
| 1 november 2018 18:30 uur | N.E.C.                        | 2 – 3 (2 – 1) | Fortuna Sittard *                   | Stadion: Goffertstadion, Nijmegen Toeschouwers: 4.103 Scheidsrechter: Van Boekel |
| 1 november 2018 18:30 uur | Lartey-Sanniez 20' Braken 28' |               | 22' Diemers 66' Stokkers 85' Hutten | Stadion: Goffertstadion, Nijmegen Toeschouwers: 4.103 Scheidsrechter: Van Boekel |
| 1 november 2018 18:30 uur |                               |               |                                     | Stadion: Goffertstadion, Nijmegen Toeschouwers: 4.103 Scheidsrechter: Van Boekel |
| 1 november 2018 18:30 uur |                               |               |                                     | Stadion: Goffertstadion, Nijmegen Toeschouwers: 4.103 Scheidsrechter: Van Boekel |
|                           |                               |               |                                     |                                                                                  |

|                           |                                                   |               |               |                                                                           |
| 1 november 2018 20:45 uur | Feyenoord *                                       | 5 – 1 (2 – 1) | ADO Den Haag  | Stadion: De Kuip, Rotterdam Toeschouwers: 35.000 Scheidsrechter: Kamphuis |
| 1 november 2018 20:45 uur | Jørgensen 17', 54', 81' Botteghin 44' Larsson 89' |               | 7' El Khayati | Stadion: De Kuip, Rotterdam Toeschouwers: 35.000 Scheidsrechter: Kamphuis |
| 1 november 2018 20:45 uur |                                                   |               |               | Stadion: De Kuip, Rotterdam Toeschouwers: 35.000 Scheidsrechter: Kamphuis |
| 1 november 2018 20:45 uur |                                                   |               |               | Stadion: De Kuip, Rotterdam Toeschouwers: 35.000 Scheidsrechter: Kamphuis |
|                           |                                                   |               |               |                                                                           |

#### Achtste finales
De wedstrijden van de achtste finales vonden plaats op 18, 19 en 20 december 2018. De loting hiervoor werd op zaterdag 3 november 2018 verricht in de Fox Sports-studio door Darren Maatsen (RKC Waalwijk) en Nigel Hardenberg (ODIN '59).
|                            |                                        |               |     |                                                                                       |
| 18 december 2018 18:30 uur | Willem II *                            | 3 – 0 (3 – 0) | AFC | Stadion: Koning Willem II Stadion, Tilburg Toeschouwers: 8.506 Scheidsrechter: Teuben |
| 18 december 2018 18:30 uur | Avdijaj 18' Sol 37' (pen.) Özbiliz 39' |               |     | Stadion: Koning Willem II Stadion, Tilburg Toeschouwers: 8.506 Scheidsrechter: Teuben |
| 18 december 2018 18:30 uur |                                        |               |     | Stadion: Koning Willem II Stadion, Tilburg Toeschouwers: 8.506 Scheidsrechter: Teuben |
| 18 december 2018 18:30 uur |                                        |               |     | Stadion: Koning Willem II Stadion, Tilburg Toeschouwers: 8.506 Scheidsrechter: Teuben |
|                            |                                        |               |     |                                                                                       |

|                            |                             |               |              |                                                                                  |
| 18 december 2018 19:45 uur | FC Twente *                 | 2 – 0 (1 – 0) | RKC Waalwijk | Stadion: De Grolsch Veste, Enschede Toeschouwers: 14.696 Scheidsrechter: Martens |
| 18 december 2018 19:45 uur | Schenk 26' Oosterwijk 90+1' |               |              | Stadion: De Grolsch Veste, Enschede Toeschouwers: 14.696 Scheidsrechter: Martens |
| 18 december 2018 19:45 uur |                             |               |              | Stadion: De Grolsch Veste, Enschede Toeschouwers: 14.696 Scheidsrechter: Martens |
| 18 december 2018 19:45 uur |                             |               |              | Stadion: De Grolsch Veste, Enschede Toeschouwers: 14.696 Scheidsrechter: Martens |
|                            |                             |               |              |                                                                                  |

|                            |                                                    |               |            |                                                                           |
| 18 december 2018 20:45 uur | AZ *                                               | 5 – 0 (3 – 0) | PEC Zwolle | Stadion: AFAS Stadion, Alkmaar Toeschouwers: 6.068 Scheidsrechter: Higler |
| 18 december 2018 20:45 uur | Idrissi 10', 18' Til 26' Seuntjens 49' Midtsjø 50' |               | 39' Lam    | Stadion: AFAS Stadion, Alkmaar Toeschouwers: 6.068 Scheidsrechter: Higler |
| 18 december 2018 20:45 uur |                                                    |               |            | Stadion: AFAS Stadion, Alkmaar Toeschouwers: 6.068 Scheidsrechter: Higler |
| 18 december 2018 20:45 uur |                                                    |               |            | Stadion: AFAS Stadion, Alkmaar Toeschouwers: 6.068 Scheidsrechter: Higler |
|                            |                                                    |               |            |                                                                           |

|                            |            |               |                                        |                                                                                        |
| 19 december 2018 18:30 uur | ODIN '59   | 1 – 3 (1 – 1) | sc Heerenveen *                        | Stadion: Rabobank IJmond Stadion, Velsen Toeschouwers: 3.243 Scheidsrechter: Cantineau |
| 19 december 2018 18:30 uur | Bormann 2' |               | 9' Vlap 54' Lammers 86' Van Amersfoort | Stadion: Rabobank IJmond Stadion, Velsen Toeschouwers: 3.243 Scheidsrechter: Cantineau |
| 19 december 2018 18:30 uur |            |               |                                        | Stadion: Rabobank IJmond Stadion, Velsen Toeschouwers: 3.243 Scheidsrechter: Cantineau |
| 19 december 2018 18:30 uur |            |               |                                        | Stadion: Rabobank IJmond Stadion, Velsen Toeschouwers: 3.243 Scheidsrechter: Cantineau |
|                            |            |               |                                        |                                                                                        |

|                            |                                 |               |            |                                                                                         |
| 19 december 2018 19:45 uur | Fortuna Sittard *               | 2 – 1 (1 – 0) | SC Cambuur | Stadion: Fortuna Sittard Stadion, Sittard Toeschouwers: 3.522 Scheidsrechter: Dieperink |
| 19 december 2018 19:45 uur | Semedo 19' Lamprou 80' Özer 84' |               | 90' Rossi  | Stadion: Fortuna Sittard Stadion, Sittard Toeschouwers: 3.522 Scheidsrechter: Dieperink |
| 19 december 2018 19:45 uur |                                 |               |            | Stadion: Fortuna Sittard Stadion, Sittard Toeschouwers: 3.522 Scheidsrechter: Dieperink |
| 19 december 2018 19:45 uur |                                 |               |            | Stadion: Fortuna Sittard Stadion, Sittard Toeschouwers: 3.522 Scheidsrechter: Dieperink |
|                            |                                 |               |            |                                                                                         |

|                            |                                   |                                      |                                       |                                                                                            |
| 19 december 2018 20:45 uur | Roda JC Kerkrade                  | 1 – 1 (1 – 1, 1 – 1) n.v. 2 – 4 pen. | Ajax *                                | Stadion: Parkstad Limburg Stadion, Kerkrade Toeschouwers: 14.296 Scheidsrechter: Gözübüyük |
| 19 december 2018 20:45 uur | Paulissen 36' (pen.)              |                                      | 13' (pen.) Tadić                      | Stadion: Parkstad Limburg Stadion, Kerkrade Toeschouwers: 14.296 Scheidsrechter: Gözübüyük |
| 19 december 2018 20:45 uur | Strafschoppen                     |                                      |                                       | Stadion: Parkstad Limburg Stadion, Kerkrade Toeschouwers: 14.296 Scheidsrechter: Gözübüyük |
| 19 december 2018 20:45 uur | Engels Paulissen Gnjatić Verburgh |                                      | Tadić Huntelaar De Ligt Dolberg Blind | Stadion: Parkstad Limburg Stadion, Kerkrade Toeschouwers: 14.296 Scheidsrechter: Gözübüyük |
|                            |                                   |                                      |                                       |                                                                                            |

|                            |               |               |                         |                                                                                    |
| 20 december 2018 18:30 uur | Kozakken Boys | 1 – 2 (0 – 1) | Vitesse *               | Stadion: Sportpark de Zwaaier, Werkendam Toeschouwers: 2.200 Scheidsrechter: Blank |
| 20 december 2018 18:30 uur | Jakoba 59'    |               | 12' Bero 90+2' Ødegaard | Stadion: Sportpark de Zwaaier, Werkendam Toeschouwers: 2.200 Scheidsrechter: Blank |
| 20 december 2018 18:30 uur |               |               |                         | Stadion: Sportpark de Zwaaier, Werkendam Toeschouwers: 2.200 Scheidsrechter: Blank |
| 20 december 2018 18:30 uur |               |               |                         | Stadion: Sportpark de Zwaaier, Werkendam Toeschouwers: 2.200 Scheidsrechter: Blank |
|                            |               |               |                         |                                                                                    |

|                            |             |               |            |                                                                          |
| 20 december 2018 20:45 uur | Feyenoord * | 1 – 0 (1 – 0) | FC Utrecht | Stadion: De Kuip, Rotterdam Toeschouwers: 35.000 Scheidsrechter: Kuipers |
| 20 december 2018 20:45 uur | Vilhena 26' |               |            | Stadion: De Kuip, Rotterdam Toeschouwers: 35.000 Scheidsrechter: Kuipers |
| 20 december 2018 20:45 uur |             |               |            | Stadion: De Kuip, Rotterdam Toeschouwers: 35.000 Scheidsrechter: Kuipers |
| 20 december 2018 20:45 uur |             |               |            | Stadion: De Kuip, Rotterdam Toeschouwers: 35.000 Scheidsrechter: Kuipers |
|                            |             |               |            |                                                                          |

#### Kwartfinales
De wedstrijden van de kwartfinales vonden plaats op 22, 23 en 24 januari 2019. De loting hiervoor werd op zaterdag 22 december 2018 verricht in de Fox Sports-studio door voormalig voetballer Danny Koevermans. Vanaf deze ronde werd er gebruikgemaakt van een video-assistent (VAR) en  een assistent videoscheidsrechter (AVAR).
|                           |                    |               |         | |
| 22 januari 2019 20:45 uur | AZ *               | 2 – 0 (1 – 0) | Vitesse | Stadion: AFAS Stadion, Alkmaar Toeschouwers: 8.165 Scheidsrechter: Higler Video-assistent: Kuipers AVAR: S. van Roekel |
| 22 januari 2019 20:45 uur | Stengs 40' Til 54' | Verslag       |         | Stadion: AFAS Stadion, Alkmaar Toeschouwers: 8.165 Scheidsrechter: Higler Video-assistent: Kuipers AVAR: S. van Roekel |
| 22 januari 2019 20:45 uur |                    |               |         | Stadion: AFAS Stadion, Alkmaar Toeschouwers: 8.165 Scheidsrechter: Higler Video-assistent: Kuipers AVAR: S. van Roekel |
| 22 januari 2019 20:45 uur |                    |               |         | Stadion: AFAS Stadion, Alkmaar Toeschouwers: 8.165 Scheidsrechter: Higler Video-assistent: Kuipers AVAR: S. van Roekel |
|                           |                    |               |         | |

|                           |                        |               |                                                  | |
| 23 januari 2019 18:30 uur | FC Twente              | 2 – 3 (0 – 0) | Willem II *                                      | Stadion: De Grolsch Veste, Enschede Toeschouwers: 19.560 Scheidsrechter: Kamphuis Video-assistent: Manschot AVAR: R. Bluemink |
| 23 januari 2019 18:30 uur | Cantalapiedra 54', 64' | Verslag       | 62' (e.d.) González 76' Pavlidis 87' Kristinsson | Stadion: De Grolsch Veste, Enschede Toeschouwers: 19.560 Scheidsrechter: Kamphuis Video-assistent: Manschot AVAR: R. Bluemink |
| 23 januari 2019 18:30 uur |                        |               |                                                  | Stadion: De Grolsch Veste, Enschede Toeschouwers: 19.560 Scheidsrechter: Kamphuis Video-assistent: Manschot AVAR: R. Bluemink |
| 23 januari 2019 18:30 uur |                        |               |                                                  | Stadion: De Grolsch Veste, Enschede Toeschouwers: 19.560 Scheidsrechter: Kamphuis Video-assistent: Manschot AVAR: R. Bluemink |
|                           |                        |               |                                                  | |

|                           |                                                               |               |                 | |
| 23 januari 2019 20:45 uur | Feyenoord *                                                   | 4 – 1 (1 – 0) | Fortuna Sittard | Stadion: De Kuip, Rotterdam Toeschouwers: 25.000 Scheidsrechter: Gözübüyük Video-assistent: Lindhout AVAR: J. Balder |
| 23 januari 2019 20:45 uur | Van Persie 34', 68' (pen.) Van Beek 82' Berghuis 90+4' (pen.) | Verslag       | 54' Novakovich  | Stadion: De Kuip, Rotterdam Toeschouwers: 25.000 Scheidsrechter: Gözübüyük Video-assistent: Lindhout AVAR: J. Balder |
| 23 januari 2019 20:45 uur |                                                               |               |                 | Stadion: De Kuip, Rotterdam Toeschouwers: 25.000 Scheidsrechter: Gözübüyük Video-assistent: Lindhout AVAR: J. Balder |
| 23 januari 2019 20:45 uur |                                                               |               |                 | Stadion: De Kuip, Rotterdam Toeschouwers: 25.000 Scheidsrechter: Gözübüyük Video-assistent: Lindhout AVAR: J. Balder |
|                           |                                                               |               |                 | |

| |                                  |               |                    | |
| 24 januari 2019 20:45 uur                                                                                           | Ajax *                           | 3 – 1 (3 – 0) | sc Heerenveen      | Stadion: Johan Cruijff ArenA, Amsterdam Toeschouwers: 43.819 Scheidsrechter: Blom Video-assistent: Nijhuis AVAR: E. Zeinstra |
| 24 januari 2019 20:45 uur                                                                                           | Mazraoui 3' Van de Beek 16', 38' | Verslag       | 84' Van Amersfoort | Stadion: Johan Cruijff ArenA, Amsterdam Toeschouwers: 43.819 Scheidsrechter: Blom Video-assistent: Nijhuis AVAR: E. Zeinstra |
| 24 januari 2019 20:45 uur                                                                                           |                                  |               |                    | Stadion: Johan Cruijff ArenA, Amsterdam Toeschouwers: 43.819 Scheidsrechter: Blom Video-assistent: Nijhuis AVAR: E. Zeinstra |
| 24 januari 2019 20:45 uur                                                                                           |                                  |               |                    | Stadion: Johan Cruijff ArenA, Amsterdam Toeschouwers: 43.819 Scheidsrechter: Blom Video-assistent: Nijhuis AVAR: E. Zeinstra |
| Bijz.: Tijdens deze wedstrijd was het videoscherm buiten werking, waardoor er geen gebruik werd gemaakt van de VAR. |                                  |               |                    | |

#### Halve finales
De wedstrijden van de halve finales vonden plaats op 27 en 28 februari 2019. De loting hiervoor werd op zaterdag 26 januari 2019 verricht in de Fox Sports-studio door voormalig voetballer Mike Obiku. De winnaar van de wedstrijd tussen Willem II en AZ werd als 'thuisspelende' club bij de finale in De Kuip benoemd.
|                            |           |               |                                            | |
| 27 februari 2019 20:45 uur | Feyenoord | 0 – 3 (0 – 1) | Ajax *                                     | Stadion: De Kuip, Rotterdam Toeschouwers: 47.500 Scheidsrechter: Blom Video-assistent: S. Mulder AVAR: Diks |
| 27 februari 2019 20:45 uur |           | Verslag       | 45' De Ligt 49' Tagliafico 65' Van de Beek | Stadion: De Kuip, Rotterdam Toeschouwers: 47.500 Scheidsrechter: Blom Video-assistent: S. Mulder AVAR: Diks |
| 27 februari 2019 20:45 uur |           |               |                                            | Stadion: De Kuip, Rotterdam Toeschouwers: 47.500 Scheidsrechter: Blom Video-assistent: S. Mulder AVAR: Diks |
| 27 februari 2019 20:45 uur |           |               |                                            | Stadion: De Kuip, Rotterdam Toeschouwers: 47.500 Scheidsrechter: Blom Video-assistent: S. Mulder AVAR: Diks |
|                            |           |               |                                            | |

|                            |                               |                                      |                                           | |
| 28 februari 2019 20:45 uur | Willem II *                   | 1 – 1 (1 – 1, 0 – 1) n.v. 2 – 1 pen. | AZ                                        | Stadion: Koning Willem II Stadion, Tilburg Toeschouwers: 13.317 Scheidsrechter: Kamphuis Video-assistent: Higler AVAR: H. Steegstra |
| 28 februari 2019 20:45 uur | Isak 64'                      | Verslag                              | 23' Stengs                                | Stadion: Koning Willem II Stadion, Tilburg Toeschouwers: 13.317 Scheidsrechter: Kamphuis Video-assistent: Higler AVAR: H. Steegstra |
| 28 februari 2019 20:45 uur | Strafschoppen                 |                                      |                                           | Stadion: Koning Willem II Stadion, Tilburg Toeschouwers: 13.317 Scheidsrechter: Kamphuis Video-assistent: Higler AVAR: H. Steegstra |
| 28 februari 2019 20:45 uur | Heerkens Crowley Meißner Isak |                                      | Koopmeiners Til van Rhijn Idrissi Johnsen | Stadion: Koning Willem II Stadion, Tilburg Toeschouwers: 13.317 Scheidsrechter: Kamphuis Video-assistent: Higler AVAR: H. Steegstra |
|                            |                               |                                      |                                           | |

#### Finale
|                                        |           |               | | |
| Finale KNVB Beker 5 mei 2019 18:00 uur | Willem II | 0 – 4 (0 – 2) | Ajax | Stadion: De Kuip, Rotterdam Toeschouwers: 45.709 Scheidsrechter: Serdar Gözübüyük Assistenten: Charles Schaap Assistenten: Jan de Vries Vierde official: Allard Lindhout Video-assistent: Pol van Boekel AVAR: Angelo Boonman |
| Finale KNVB Beker 5 mei 2019 18:00 uur |           | verslag       | 38' Daley Blind Dušan Tadić 39', 66' Klaas-Jan Huntelaar Hakim Ziyech; Donny van de Beek 76' Rasmus Nissen Kristensen Noussair Mazraoui | Stadion: De Kuip, Rotterdam Toeschouwers: 45.709 Scheidsrechter: Serdar Gözübüyük Assistenten: Charles Schaap Assistenten: Jan de Vries Vierde official: Allard Lindhout Video-assistent: Pol van Boekel AVAR: Angelo Boonman |
| Finale KNVB Beker 5 mei 2019 18:00 uur |           |               | | Stadion: De Kuip, Rotterdam Toeschouwers: 45.709 Scheidsrechter: Serdar Gözübüyük Assistenten: Charles Schaap Assistenten: Jan de Vries Vierde official: Allard Lindhout Video-assistent: Pol van Boekel AVAR: Angelo Boonman |
| Finale KNVB Beker 5 mei 2019 18:00 uur |           |               | | Stadion: De Kuip, Rotterdam Toeschouwers: 45.709 Scheidsrechter: Serdar Gözübüyük Assistenten: Charles Schaap Assistenten: Jan de Vries Vierde official: Allard Lindhout Video-assistent: Pol van Boekel AVAR: Angelo Boonman |
|                                        |           |               | | |

| Willem II | Ajax |

|                |    |                       |     |
|                |    |                       |     |
| DM             | 1  | Timon Wellenreuther   |     |
| RV             | 2  | Fernando Lewis        |     |
| CV             | 25 | Thomas Meißner        |     |
| CV             | 4  | Jordens Peters        | 62' |
| LV             | 3  | Freek Heerkens ( 62') |     |
| RM             | 15 | Damil Dankerlui       | 62' |
| CM             | 26 | Renato Tapia          |     |
| CM             | 8  | Pol Llonch            | 78' |
| LM             | 5  | Diego Palacios        |     |
| AV             | 9  | Alexander Isak        |     |
| AV             | 10 | Vangelis Pavlidis     |     |
| Wisselspelers: |    |                       |     |
| DM             | 12 | Michael Woud          |     |
| DM             | 28 | Luuk Brand            |     |
| VD             | 24 | James McGarry         |     |
| VD             | 27 | Victor van den Bogert |     |
| MV             | 14 | Daniel Crowley        | 62' |
| MV             | 16 | Marios Vrousai        | 62' |
| MV             | 17 | Dries Saddiki         |     |
| MV             | 20 | Karim Coulibaly       |     |
| MV             | 22 | Atakan Akkaynak       |     |
| MV             | 23 | Vurnon Anita          |     |
| Coach:         |    |                       |     |
| Adrie Koster   |    |                       |     |

|                |    |                          |     |
|                |    |                          |     |
| DM             | 24 | André Onana              |     |
| RV             | 2  | Rasmus Nissen Kristensen |     |
| CV             | 4  | Matthijs de Ligt         |     |
| CV             | 17 | Daley Blind              |     |
| LV             | 31 | Nicolás Tagliafico       |     |
| CM             | 12 | Noussair Mazraoui        |     |
| CM             | 6  | Donny van de Beek        |     |
| CM             | 21 | Frenkie de Jong          | 79' |
| RB             | 22 | Hakim Ziyech             | 58' |
| SP             | 9  | Klaas-Jan Huntelaar      |     |
| LB             | 10 | Dušan Tadić              | 73' |
| Wisselspelers: |    |                          |     |
| DM             | 26 | Kostas Lamprou           |     |
| DM             | 28 | Bruno Varela             |     |
| VD             | 3  | Joël Veltman             |     |
| VD             | 8  | Daley Sinkgraven         |     |
| VD             | 16 | Lisandro Magallán        |     |
| MV             | 19 | Zakaria Labyad           | 73' |
| MV             | 20 | Lasse Schöne             | 79' |
| MV             | 30 | Dani de Wit              |     |
| MV             | 40 | Jurgen Ekkelenkamp       |     |
| AV             | 7  | David Neres              | 58' |
| AV             | 23 | Lassina Traoré           |     |
| AV             | 25 | Kasper Dolberg           |     |
| Coach:         |    |                          |     |
| Erik ten Hag   |    |                          |     |

| KNVB Beker 2018/19     |
| ---------------------- |
| Ajax Negentiende titel |

## Topscorers
Legenda
- Pos. Positie
- Speler Naam speler
- Club Naam club
- Doelpunt
- Waarvan strafschoppen
- X Niet van toepassing

| Pos.             | Speler            | Club             |      | Gescoord met penalty |
| ---------------- | ----------------- | ---------------- | ---- | -------------------- |
| 1.               | Oussama Idrissi   | AZ               | 6    | 1                    |
| 2.               | Donis Avdijaj     | Willem II        | 4    | 0                    |
| 2.               | Donny van de Beek | Ajax             | 4    | 0                    |
| 2.               | Fran Sol          | Willem II        | 4    | 1                    |
| 2.               | Zian Flemming     | PEC Zwolle       | 4    | 0                    |
| 2.               | Willem Six        | HBS              | 4    | 0                    |
| 2.               | Ismaïl Yıldırım   | ASWH             | 4    | 0                    |
| 8.               | 19 spelers        | 19 spelers       | 3    | X                    |
| 27.              | 46 spelers        | 46 spelers       | 2    | X                    |
| 73.              | 200 spelers       | 200 spelers      | 1    | X                    |
| Eigen doelpunten | Eigen doelpunten  | Eigen doelpunten | 5    | X                    |
| Totaal:          | Totaal:           | Totaal:          | 386  |                      |
| Wedstrijden:     | Wedstrijden:      | Wedstrijden:     | 105  |                      |
| Gemiddelde:      | Gemiddelde:       | Gemiddelde:      | 3.68 |                      |